# Mardin-Schwelle

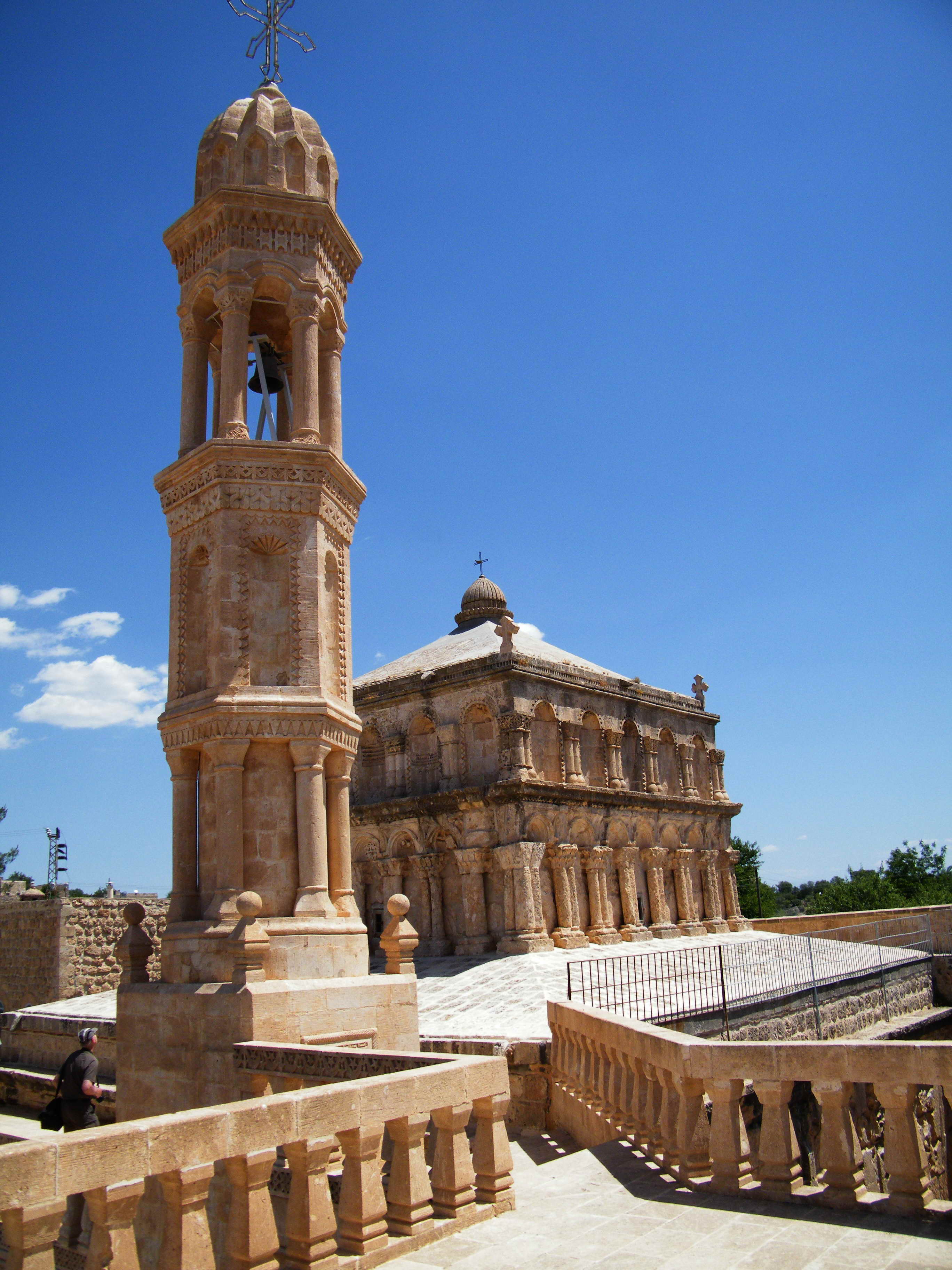
Blick auf Turm und Schiff der Marienkirche des Klosters in El Hadra östlich Midyat, eines der religiösen Wahrzeichen des Tur Abdin

Die Mardin-Schwelle ist eine Plateaulandschaft in der Region Südostanatolien der Türkei. Weitere türkische Bezeichnungen sind: Mardin-Midyat Eşiği (Mardin-Midyat-Schwelle), Mardin Platosu (Mardi-Plateau), Mardin-Midyat Basamağı (Mardin-Midyat-Stufe), Mardin-Midyat-Gercüş Eşiği (Mardin-Midyat-Gercüş-Schwelle), Mardin Dağları (Mardin-Berge) und Mardin-Midyat Platosu (Mardin-Midyat-Plateau). Das Plateau galt in historischen Zeiten als Tor zwischen anatolischen und mesopotamischen Zivilisationen und hieß zur assyrischen Zeit Kasyari-Berg (Ka(š)šiari), wurde von den Griechen Masios oros genannt sowie in der Römerzeit Mons Masius. Seit dem Mittelalter nannte man die Landschaft Tur Abdin (Berg der Knechte [Gottes]), besonders aufgrund der dort als ethnisch-religiöse Minderheit beheimateten aramäischen Christen mit zahlreichen Kirchen und Kloster-Gemeinschaften in den westlichen Teilen um Mardin, vor allem aber in den östlichen Regionen des Gebirges um das religiöse aramäische Zentrum Midyat (dazu siehe Hauptartikel Tur Abdin).

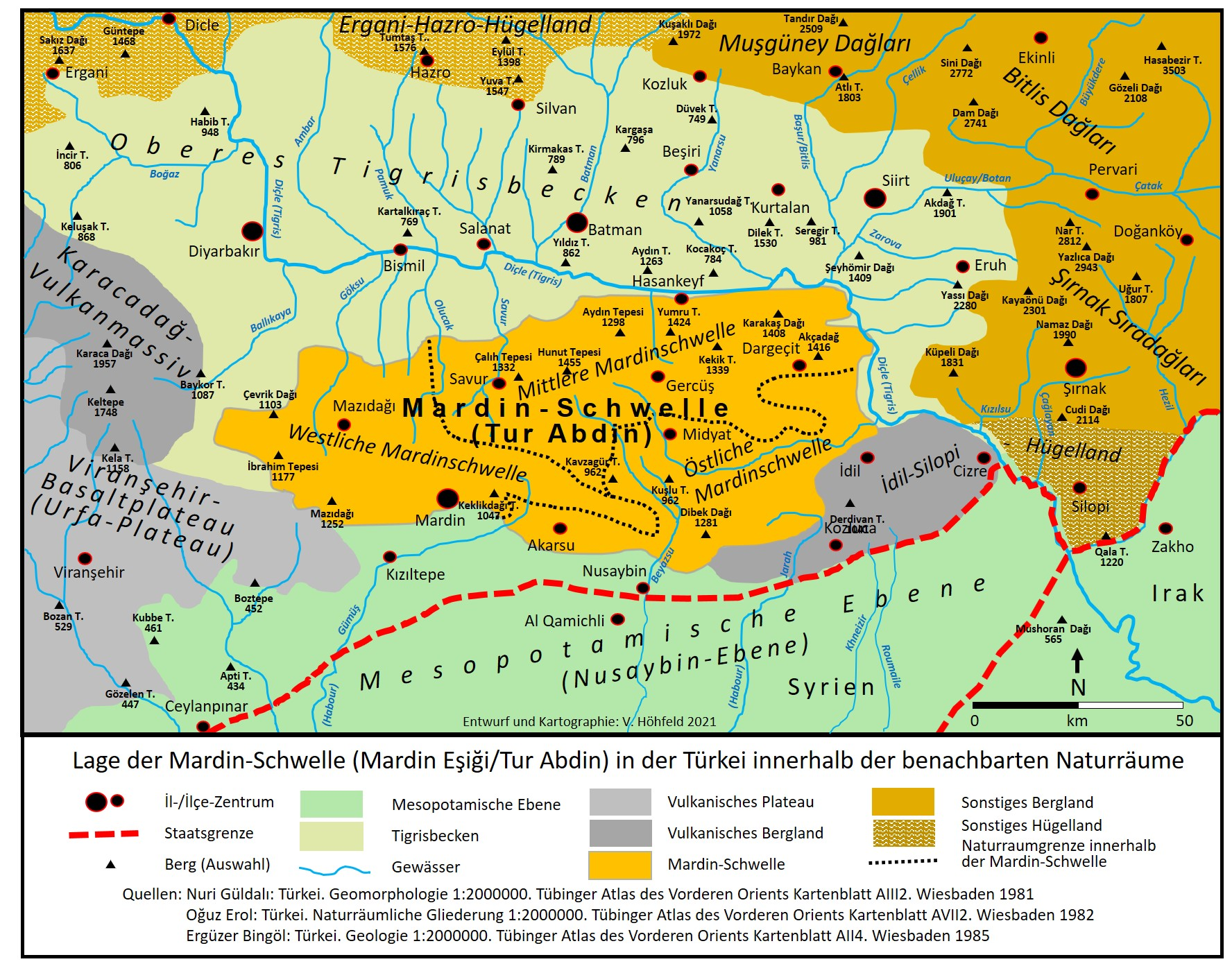
Die Karte zeigt die Lage der Mardin-Schwelle (Mardin Eşiği/Tur Abdin) in Südost-Anatolien in der Türkei innerhalb der benachbarten Naturräume.

Die Mardin-Schwelle ist ein Plateau, das sich mit einer mittleren Höhe von 1200 bis 1300 m und einer Fläche von ca. 9000 km² etwa in Ost-West-Richtung erstreckt und sich weitgehend mit der Provinz (İl) Mardin deckt. Zu den höchsten Einzelerhebungen zählen der Humut Tepesi (1455 m), der Yumru Tepesi (1424 m), der Karakaş Dağı (1408 m) und der Akçadağ (1406 m) auf der mittleren Mardin-Schwelle, auf der westlichen Mardin-Schwelle der Mazı Dağı (1252 m) sowie der Dibek Dağı (1281 m) auf der östlichen Mardin-Schwelle. Es bestehen natürliche Grenzen zwischen dem Diyarbakır-Becken (Oberes Tigris-Becken) im Norden und der mesopotamischen Ebene im Süden, wobei die südliche Hälfte des regionalen Tigris-Abschnitts bis in die syrisch-arabische Ebene im Süden umfasst ist. Im Osten und Norden bildet der Tigris die Grenze, im Westen die Basalte des Karaca Dağ. Die wichtigsten städtischen Siedlungen sind das Provinzzentrum Mardin – unterhalb der Burg Mardin Kalesi am Hang der südlichen Steilstufe der Mardin-Schwelle gelegen – und die Kreisstadt Midyat in einer weitläufigen flachen Senke auf der Hochfläche.

## Allgemeines zur Lage
Die Landschaften Südostanatoliens präsentieren sich mit drei Haupttypen:
- Faltengebirgs-Hochland (Taurus) im Norden,
- Plateaus, die eine weite Fläche des nördlichen „Fruchtbaren Halbmonds“ einnehmen, zu denen auch die Mardin-Schwelle gehört und die sich nach Süden in Richtung der syrischen Ebenen öffnen, sowie die hügeligen Gebiete des Nordirak im Süden und
- das Karacadağ-Vulkanmassiv, das die einzelnen Hochebenen sowie die Einzugsgebiete von Euphrat und Tigris im Zentrum der Region voneinander trennt.

Die Plateaus im Süden (Syrien, Irak) treffen auf eine partiell unterbrochene Steilstufe mit Erhebungen, die die Ebenen Nordsyriens dominieren. Am Fuße oder auf den Höhen dieser Stufe liegen auf türkischem Territorium – von West nach Ost gesehen – mehrere historisch bedeutende alte Städte: Gaziantep (ehemals Aintab, historischer Vorgängerort: Doliche), Şanlıurfa (ehemals Urfa, antiker Name Edessa) und im Bereich der Mardin-Schwelle Mardin selbst (in der Antike Mardia) sowie Midyat (in der Antike Matiate), Nusaybin (in der Antike Nisibis) und Cizre (in der Antike Gazarta). Die Mardin-Schwelle liegt im Süden der Region Südostanatolien eingebettet zwischen dem Diyarbakır-Siirt-Pliozänbecken (Oberes Tigrisbecken) im Norden und der syrisch-arabischen Ebene (Mesopotamische Ebene) im Süden. In ihren südlichen tektonischen Störungsreihen, die meist aus nach Süden geneigten Antiklinalen besteht und wo auch die Stadt Mardin liegt, erreicht das etwa 200 km lange plateauartige Massiv seine höchste Erhebung. Die Mardin Dağları bilden die südlichste Reihe von Bruch- und Faltenstrukturen, die durch die Kollision der arabischen und der anatolischen Platte verursacht wurden. Die Plateaulandschaft beginnt im Tigris-Durchbruchstal im Osten bei Cizre und erstreckt sich im Westen bis zur basaltischen Vulkanmasse des Karacadağ sowie den basaltischen Urfa-Plateaus von Viranşehir. Seine Höhen überschreiten 1500 m nicht und bieten ein mittelhohes Gebiet mit unruhigem, bisweilen rauem Landschaftscharakter.

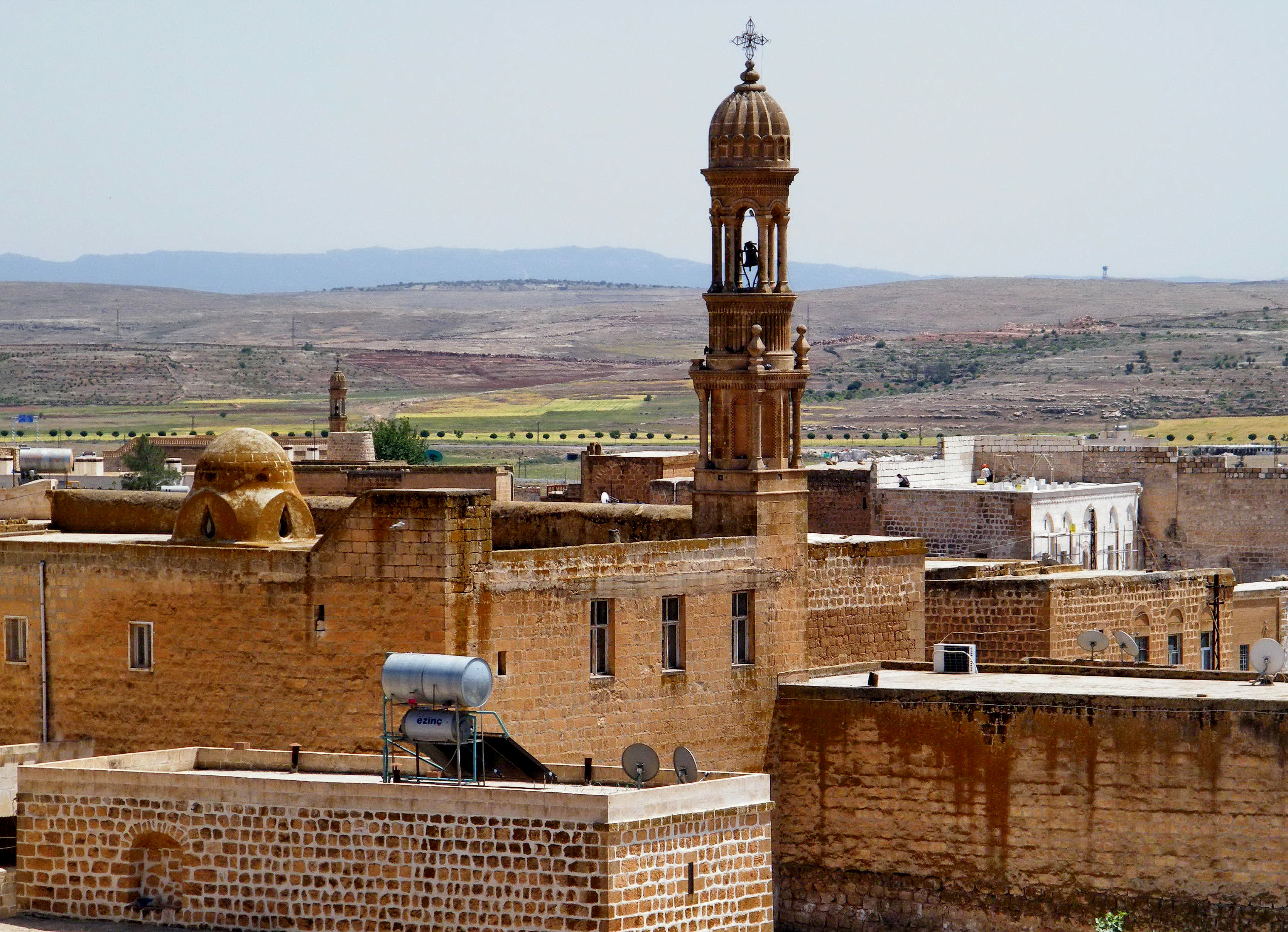
Blick über die orthodoxe Kirche Mor Sharbel bei Midyat auf die Hochflächen der Mardin-Schwelle. Im Hintergrund die Berge von Dibek (Dibek Tepesi 1261 m)

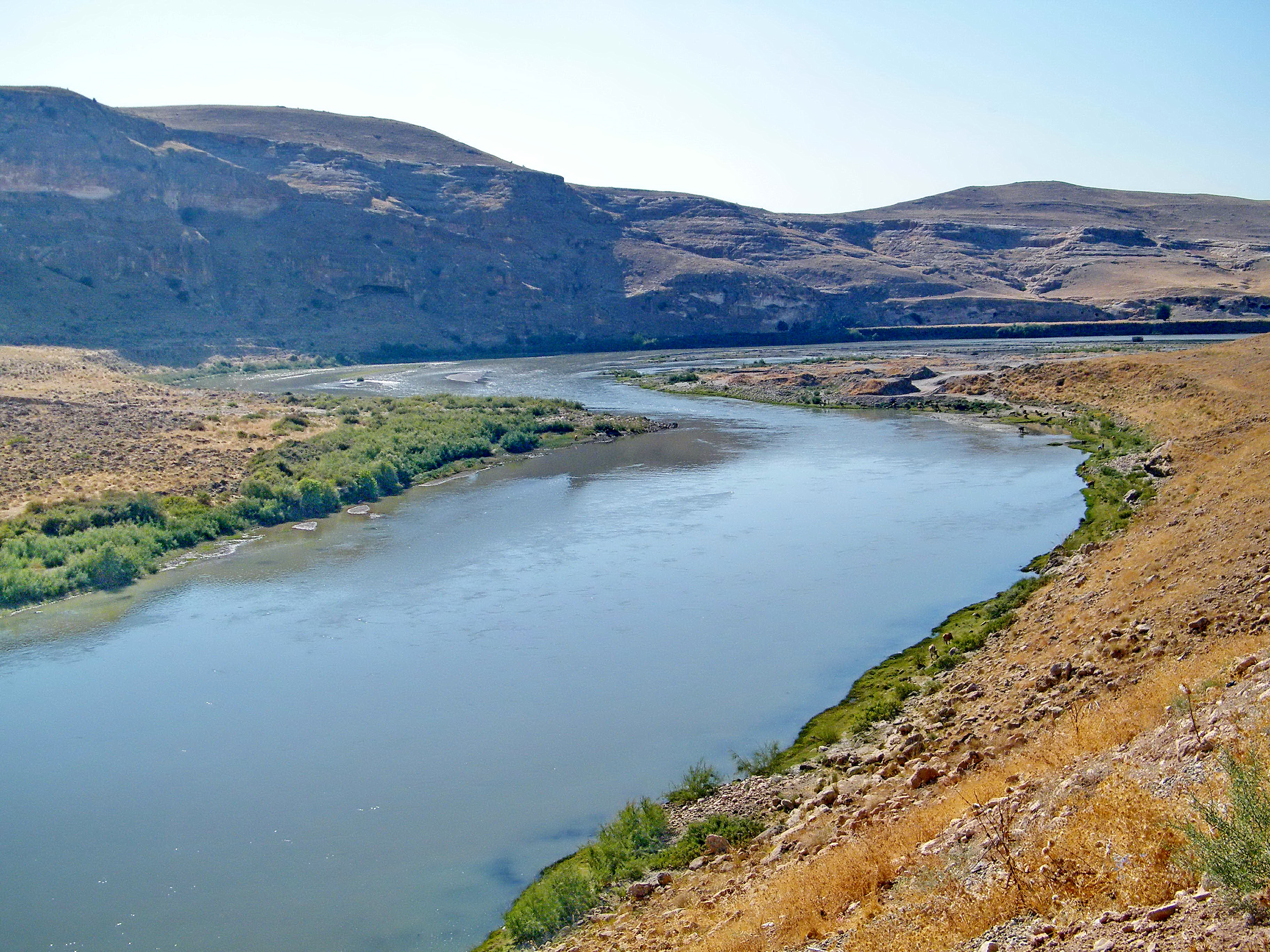
Im Osten und Norden bildet der Tigris die Grenze der Mardin-Schwelle. Blick auf das Tal des Tigris (Diçle Nehri) westlich von Hasankeyf im September 2011 vor der Füllung der Ilısu-Talsperre.

Der Teil, der im Westen als eine 900 m hohe Landzunge bis zu den Ausläufern des Karacadağ-Massiv reicht, wird Mazı Dağı genannt. Andere auffällige Höhepunkte sind der Dibek Dağı, der Karakaş Dağı und der Akçadağ. Die Teile in der Nähe des Tigris im Osten werden auch als Midyat Dağları bezeichnet. Während sie im Vergleich zu anderen Teilen zumeist niedriger sind, werden diese Berge in manchen alten Quellen als Tur-ı Abidin bezeichnet, während bei einigen anderen die gesamte Schwelle Tur-ı Abidin genannt wird. Die Südhänge des Plateaus, dessen Nordhänge weniger geneigt sind, fallen mit einem sehr steilen Gefälle zu den Ebenen Ober-Mesopotamiens ab. Im Kern der Schwelle, besonders in der Nähe von Derik, trifft man auf Aufschlüsse der ältesten Teile des alten anatolischen Massivs, die im Kambrium (vor 570–500 Millionen Jahren) und früher entstanden. Auf diesem sehr alten Fundament liegen 136 bis 65 Millionen Jahre alte Kalksteine der Kreidezeit und des Eozäns (von vor 54 bis 38 Millionen Jahren), deren Struktur ebenfalls im Allgemeinen von Kalksteinen dominiert wird. Neuere Basaltlaven umgeben die Kalke im Osten und Westen und Sedimente aus dem Neogen (vor ca. 26–2,5 Millionen Jahren) im Norden und Süden.

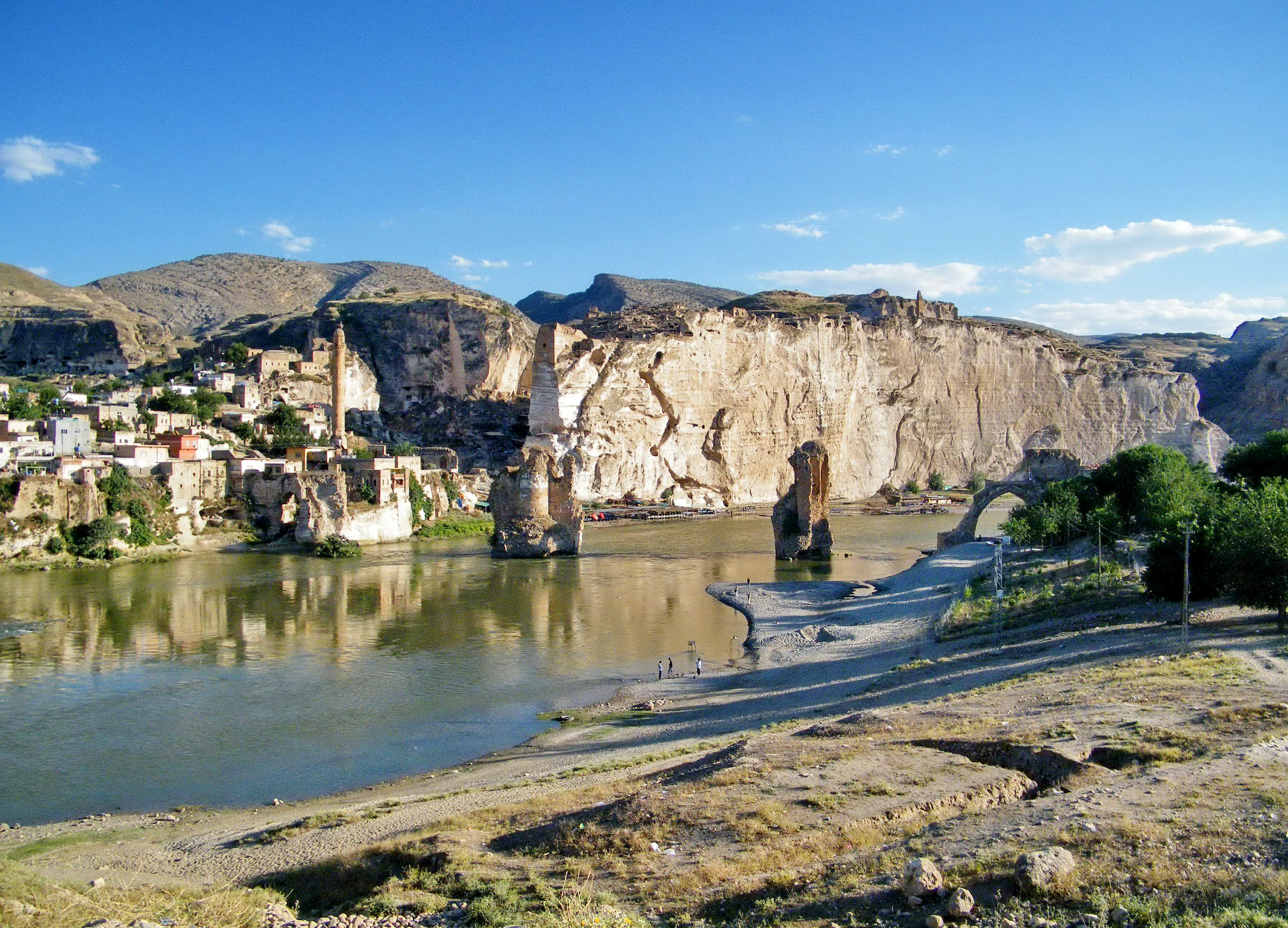
Im Norden bildet die Kante der Mardin-Schwelle, deren Kalksteinwände bei Hasankeyf über dem Tigris (Diçle Nehri) monumental aufgeschlossen sind, die Grenze zum anschließenden Oberen Tigris-Gebiet. Hier der Blick auf diese Kalksteinwand, die Altstadt von Hasankeyf sowie den dortigen historischen Brückenübergang über den Tigris im Mai 2010 vor der Füllung der İllısu-Talsperre.

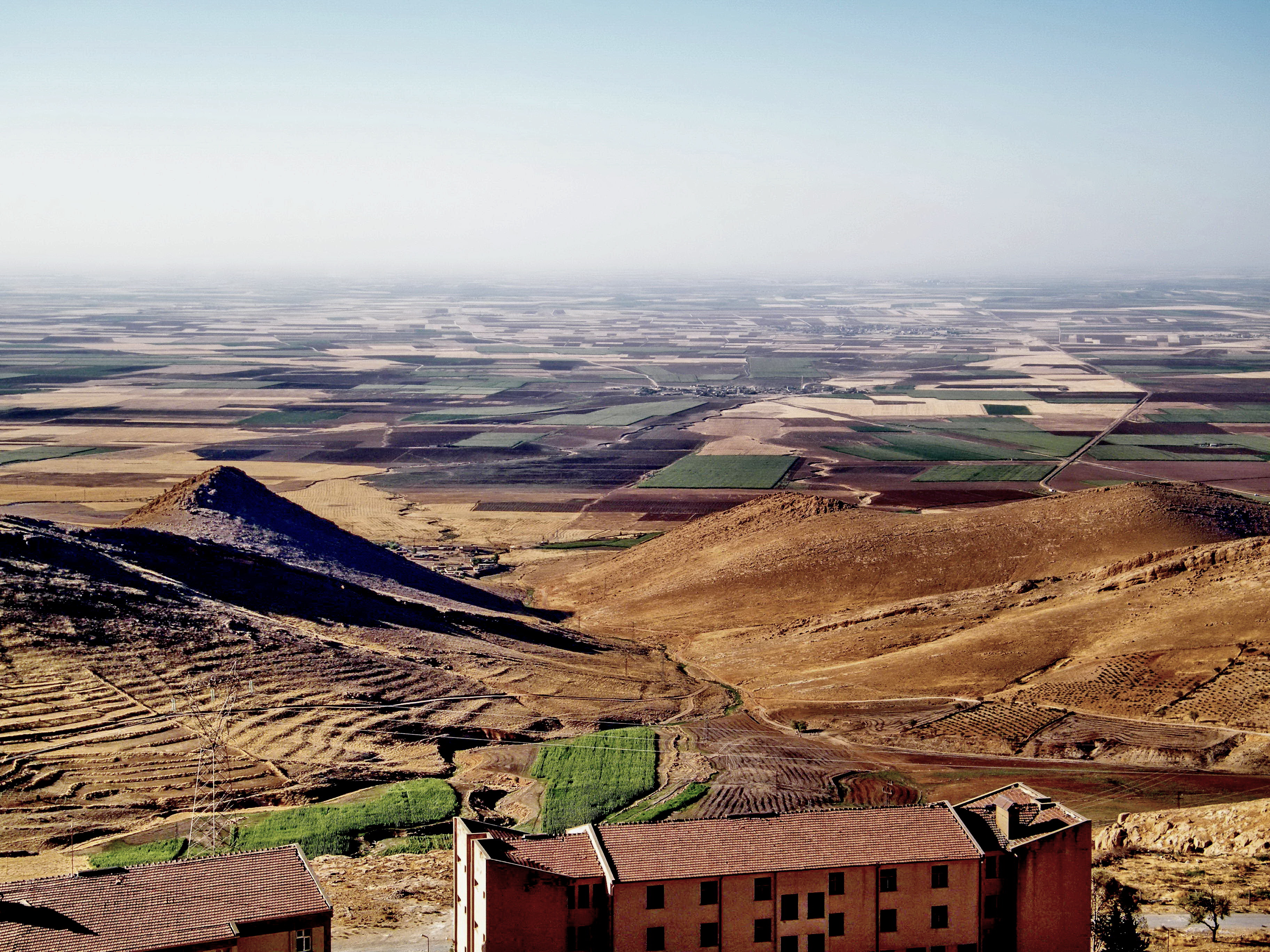
Die Südhänge des Mardin-Plateaus fallen mit einem sehr steilen Gefälle zu den Ackerebenen Ober-Mesopotamiens ab. Hier ein Blick von den Höhen des Mardin-Plateaus auf die syrischen Ackerebenen südlich von Mardin.

Die Mardin-Schwelle ist eine große asymmetrische antiklinale Hochflächenstruktur, an deren Bau mesozoische und alttertiäre Formationen beteiligt sind und deren Ausbildung von Schichtkammstrukturen, Schichtstufen und anderen strukturell bedingten Geländeformen gekennzeichnet ist. Im Norden bildet die Kante der Schwelle, deren Kalksteinwände bei Hasankeyf über dem Tigris (Diçle Nehri) monumental aufgeschlossen sind, die Grenze zum anschließenden Oberen Tigris-Gebiet. Der Südflügel der Antiklinale ist steil und der Südhang wird durch einen großen Bruch begrenzt. Der Nordflügel hingegen zeigt ein sehr sanftes Eintauchen. Von Mardin in Richtung Westen steigt die Achse der Antiklinale kontinuierlich an und erreicht in Mazı Dağ das Maximum der Hebung. Dort wird der Südhang durch Verwerfungen versetzt, die das darunterliegende ältere (paläozoische) Substrat freilegen. Oğuz Erol gliedert die Mardin-Schwelle in vier Teillandschaften:
- Die Westliche Mardin-Schwelle (Mazıdağı-Mardin Çevresi) bildet eine Art plateauartiges Hügelland, an dessen südlicher Kante die türkische Provinzstadt Mardin liegt.
- Die Mittlere Mardin-Schwelle (Savur-Gercüş Çevresi) erstreckt sich im Norden und Nordosten mit Schichtkämmen beiderseits einer erodierten Antiklinalachse.
- Die Östliche Mardin-Schwelle (Midyat Çevresi) mit dem Hauptort Midyat stößt mit ihrer Ostflanke an das Durchbruchstal des Tigris (Diçle) durch die Schwelle von Mardin.
- Das İdil-Silopi-Hügeltand (İdil-Silopi Çevresi), eine Fußhügelzone des Osttaurus als südöstlicher Teil der Mardin-Schwelle, hat als Besonderheit um die Antiklinale des Cudi Dağı Schichtstufen und Schichtkämme ausgebildet. Seine westlichen Partien sind von Vulkaniten geprägt.

## Geologisch-tektonische Merkmale und Hintergründe
Zwischen Kambrium und Unterkreide besteht für die Mardin-Schwelle aufgrund fehlender Sedimente eine große stratigraphische Lücke. Kreidekalksteine beginnen mit einer gut verfestigten Konglomerat-Schicht der Unterkreide. Die darauf folgenden Kalksteine der Kreidezeit haben eine Mächtigkeit von mehr als 400 m. Um Derik herum sind sie massiv und bilden steile Wände. Die Sedimente von der Oberkreide bis zum Paläozän sind eher durch weiche Ablagerungen vertreten: Schiefrige Mergel, Mergel und Tone von grauer bis graublauer Farbe und je nach Region von sehr unterschiedlicher Dicke, die von 30 bis 200 m variiert. Die Grenze zwischen Mesozoikum und Tertiär ist lithologisch nicht erkennbar, wurde somit von der Wissenschaft paläontologisch festgelegt. Das Eozän besteht aus ca. 250 m dicken Kalksteinen von cremeweißer Farbe und ist bekannt als Midyat-Formation (auch Hoya-Formation). Auch das Miozän ist vertreten durch (massive weißgraue) Kalksteine, beginnend mit einem Konglomerat an der Basis. Die Zeit von Pliozän und Quartär präsentiert sich mit nicht verfestigten Ablagerungen und basaltischen Eruptionen. Bereits im unteren Mittelmiozän war im Zusammenhang mit orogenen Bewegungen eine Phase des Paroxysmus (eine Folge von sich steigernden vulkanischen Ausbrüchen) wirksam geworden, die eine nicht unbedeutende Rolle für die geomorphologische Gestalt der Region spielten. Die Kollision der arabischen Platte und der anatolischen Platte begann im unteren Mittelmiozän und reichte bis zur Paroxysmus-Phase im Serravalian (obere Stufe des Mittleren Miozäns) und Tortonium (folgt auf das Serravallium). Tektonische Bewegungen, die am Ende des Miozäns stattfanden, führten neben Veränderungen durch Hebungen und Verwerfungen auch zu Faltenbildung. Dabei entstanden als Ergebnis der N-S-gerichteten Kompressionsbewegung am Nord- und Südrand der Mardin-Schwelle z. T. regelmäßige Faltenzonen mit Synklinalen (tektonische Senke) und Antiklinalen (tektonischer Sattel), wobei es bei letzteren infolge von erosiver Ausräumung zu einer Reliefumkehr mit Antiklinal-Tälern oder -Kämmen kam. Dazu zählen vor allem die Antiklinal-Senken von Gercüs sowie Savur im Norden und Derik sowie Mardin im Süden.

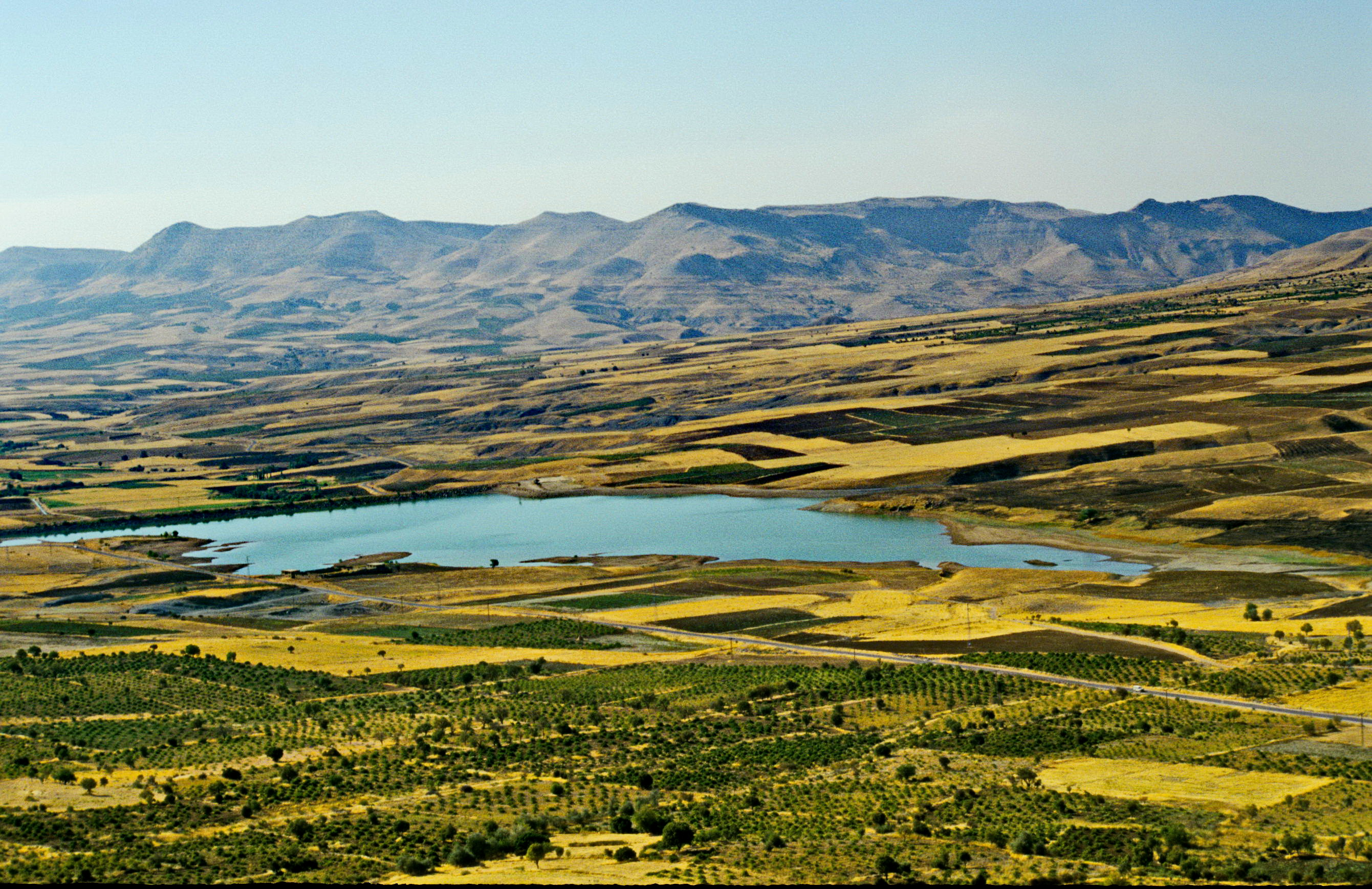
Blick von den Höhen des Midyat-Plateaus auf die Klein-Talsperre Kirkat Göleti in der Antiklinal-Senke von Gercüş

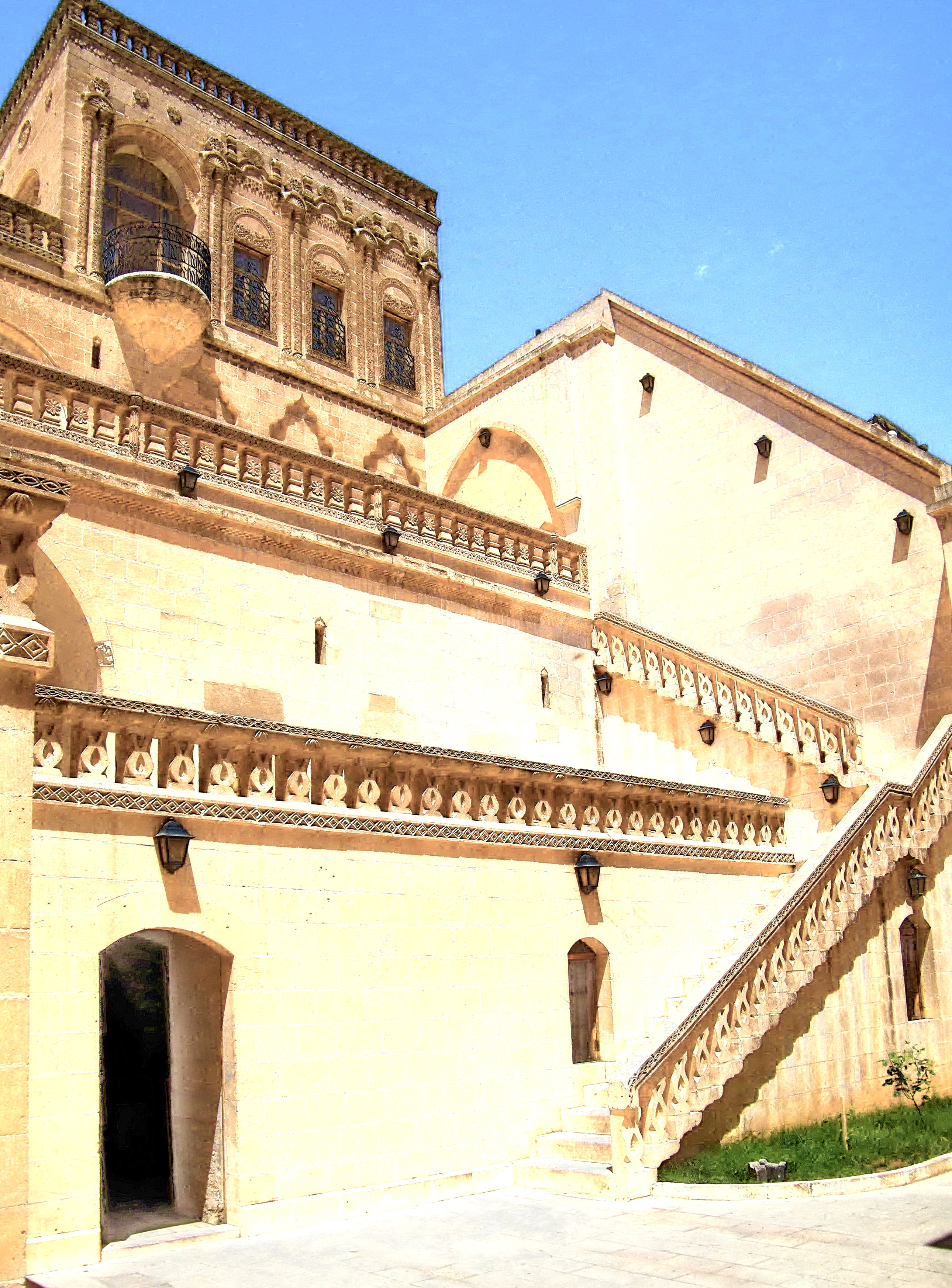
Die wichtigste Bedeutung des cremefarben, beige, grau und weiß gefärbten Midyat-Kalksteins als Baustoff sehen wir in der Architektur der Region der Mardin-Schwelle.

Stratigraphisch hat sich die Mardin-Schwelle über alle geologischen Zeitalter vom Eokambrium (vor 650 Millionen Jahren) bis hin zum Pliozän als kontinuierliches Sedimentationsbecken entwickelt. Ausgehend vom Kambrium sind alle Formationen Flachmeerfazies (Kontinentalrand, Schelf). Dieser Sedimentationsprozess, der sich vor allem in den paläogenen Formationen, besonders während der Germav-, Gercüş-, Hoya/Midyat-Sedimentationen, verstärkt hat und weiträumig vorkommt, schuf hauptsächlich Kalkstein-Sedimente. Abgesehen von einigen Fazies, die aus alten metamorphen Massen bestehen, die um den Derik-Distrikt von Mardin auftreten, ist es vor allem die im mittleren und oberen Eozän bis unteren Oligozän sedimentierte tertiäre „Hoya (Midyat) Formation“, die weitläufig zutage tritt. Diese am weitesten verbreitete Formation an der Oberfläche des Mardin-Midyat-Schwelle besteht aus Kalksteinen, die im Allgemeinen steile Hänge bilden, und aus weit verbreiteten Dolomiten. Kalkstein ist in dieser Formation als Gesteinstyp am besten vertreten. Er ist cremefarben, beige, grau und weiß gefärbt, mittelstark gebettet, teils fest, gut porös, hart, kantig gebrochen und teils dolomitisch, manchmal zuckerartig texturiert, schiefrig und gemischt gebändert mit feinen Calcitadern. Die wichtigste Bedeutung des Midyat-Kalksteins als Baustoff sehen wir in der Architektur der Region. Dieses mitteleozäne (lutetische) Sedimentpaket stimmt mit der Gercüş-Formation überein oder liegt direkt über der Germav-Gruppe. Ihre Kalksteine überlagern in bestimmten Gebieten, wenn auch bisweilen etwas ungleichmäßig, die Gercüş-Formation. Sie sind ziemlich dick und zeigen eine sehr regelmäßige Schichtung und stellenweise Karststrukturen. Die Tatsache, dass die Midyat-Kalksteine von mariner Fazies sind, macht deutlich, dass das Gebiet im mittleren Eozän unter dem Meer lag, wobei es während der Transgression des Vindobonien (= Helvetikum: kreidezeitliche und alttertiäre Sedimentablagerungen) sein heutiges Aussehen annahm.
Yücel Yılmaz und Erdinç Yiğitbaș stellen 1990 fest, dass sich die südostanatolischen Randfalten in drei wichtigen Deformationsphasen entwickelten: In der Oberkreide, im Eozän und im Miozän. Das Gebiet war während der laramischen Phase (Alpenfaltung zwischen Kreide und Tertiär) tektonischen Faltungs- und Bruchereignissen ausgesetzt. Nach Ericson und Arni lag der gesamte Süden Anatoliens während des Senoniums (Oberkreide) und des Untereozäns, also die Germav-Formation der Oberkreide des Paläozäns, unter dem Meer, und die Gercüş-Formation aus dem Tertiär, die sich nach dem Rückzug des Meeres während eines feucht-warmen Klima in eine See-, Lagunen-, Küsten-, Fluss- und Auenumgebung entwickelte, zeigt sich konform mit den Sedimentlagen der Midyat-Formation. In jeder dieser Deformationsperioden gab es in der Region eine geologische Deckenbildung, die am Ende des Miozäns und zu Beginn des Pliozäns mit starken tektonischen Biege- und Bruchbewegungen die gesamte Region rund um Mardin beeinflusste. Dabei tauchten durch das Verdrängen und Gleiten in Richtung Türkei ältere Schichten als derartige „Überschiebungsdecken“ auf der arabischen Platte auf. Eine besondere Rolle bei den orogenen Kompressionsbewegungen, bei denen mehr oder weniger schwere Längsfrakturen sowie Bewegungen senkrecht zur Orogen-Achse auftraten, spielte das Mardin-Massiv: Anders als das Absenkbecken im Norden (Oberes Tigrisbecken) tauchte es während der paläozoischen und unteren mesozoischen Transgressionen (Meeresspiegelanstieg, Überflutungen) als gehobener Block der arabischen Platte und als tektonische Einheit auf. Die Mardin-Antiklinale hat eine monokline Struktur (Verbiegung von Gesteinsschichten über Aufschiebungen) erhalten, die sich über mehr als 40 km in Ost-West-Richtung erstreckt. Sie wird von einer markanten Bruchlinie im Süden begrenzt, die sich immer noch nach Westen bewegt, wodurch die mesozoischen Kalksteine zerfallen und schließlich bei Derik Teile der alten paläozoischen Strukturen freigelegt werden.

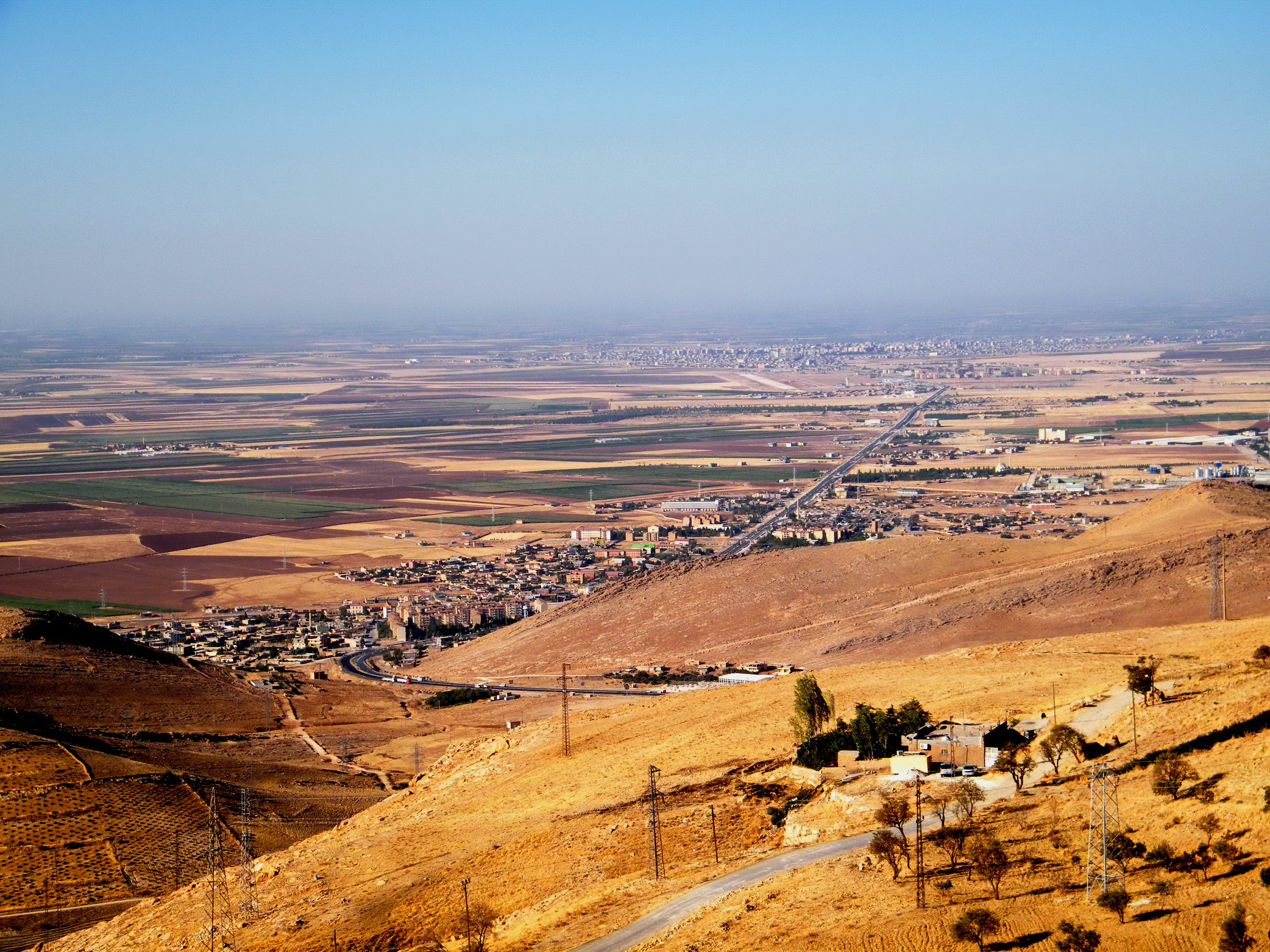
Blick von den Höhen des Mardin-Plateaus auf Kızıltepe südwestlich unterhalb von Mardin. Die Kızıltepe-Ebene bildet einen Piedmontgürtel mit einer Ausdehnung von ca. 120 km², der sehr grundwasserreich ist und weitgehend agrarisch genutzt wird.

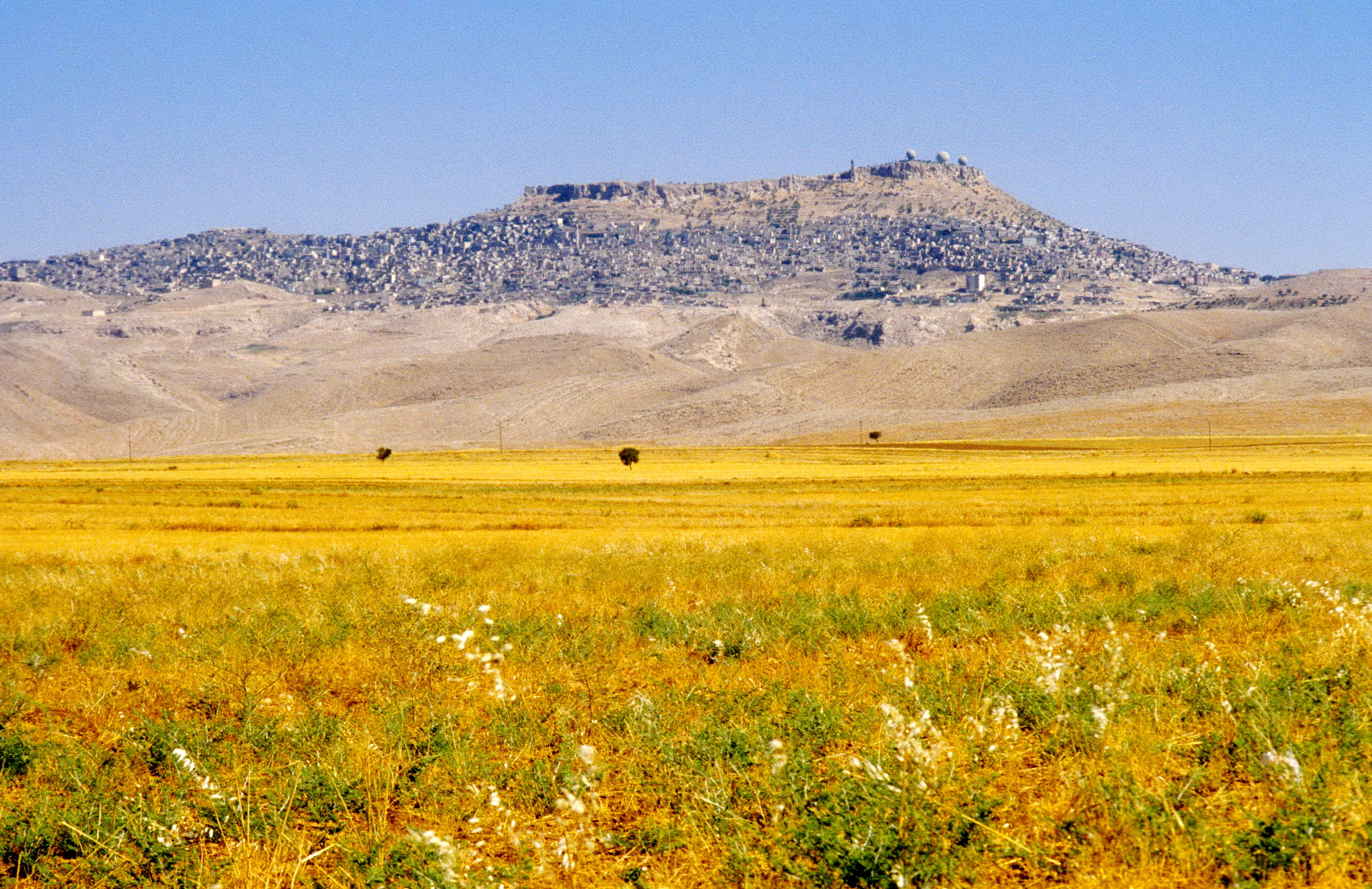
Blick aus der mesopotamischen Ebene bei Kızıltepe auf die Mardin-Stufe und die Stadt Mardin, wo das plateauartige Massiv im Süden seine höchsten Erhebungen erreicht. Die Mardin-Antiklinale erstreckt sich über mehr als 40 km in Ost-West-Richtung und wird von einer markanten Bruchlinie im Süden begrenzt.

Auch der lineare Vulkanismus in der Karacadağ- und İdil-Nusaybin-Linie zeigt, dass die Mardin-Antiklinale von Brüchen in Nord-Süd-Richtung (mit der Bewegung der arabischen Platte) zerlegt wurde. Während der Nordflügel der Antiklinale im Durchschnitt um 5–10° geneigt ist, ist die Neigung des Südflügels deutlich steiler, wobei er von einer Verwerfung entlang der Kızıltepe-Ebene begrenzt wird. Die antiklinale Achse steigt dabei nach Westen an und erreicht ihren höchsten Wert bei Derik, wo diese Bruchlinie die unteren paläozoischen Einheiten im Westen um Mazıdağı und Derik freilegt. Die besagte Verwerfungslinie besteht aus einer Scharung parallel zueinander verlaufender tektonischer Störungen. Die eine beginnt innerhalb der Kreidekalksteine um Mardin und manifestiert sich durch die Aufteilung der Kreidekalksteine in Blöcke bei Derik, während die andere südlich davon in Ost-West-Richtung bis zur Eozän-Miozän-Grenze verläuft, wo im Westen viele vulkanische Intrusionen entstanden. Alle Bruchlinien um Mardin herum erstrecken sich in Übereinstimmung mit den Faltensystemen in Ost-West-Richtung, wobei bei vertikalen Hebungsbewegungen die starren Kalksteinschichten in den Auftriebsgebieten geschichtet blieben und die Falten stark komprimiert und verworfen wurden und die meisten Synklinalen eine flache Isokline-Form erhielten (Gesteinsfalte, deren beide Schenkel gleich geneigt sind). Die Mardin-Berge, die durch Verwerfungen im Miozän-Pliozän gebogen und gebrochen wurden, wurden mit der Valak-Phase, die im Oberen Pliozän-Pleistozän auftrat, vollständig angehoben und durch äußere Kräfte erodiert und zerbrochen. Durch das Brechen dieser gefalteten Strukturen wurden im Laufe der Zeit unterschiedliche tektonische Strukturen in Form von Störungen und späteren Hebungen und Überschiebungen gebildet. Mit den Hebungen im frühen Pleistozän beschleunigten sich fluviale Erosionsereignisse, und in der Kızıltepe-Ebene bildete sich ein Piedmontgürtel (Verebnungsfläche am Gebirgsrand). Diese polygenen Ablagerungen, die hauptsächlich im Pliozän bis Quartär entstanden, beginnen an der Verwerfungslinie 4 km südlich der Stadt Mardin. Die Mächtigkeit der erwähnten alluvialen Lagerstätte variiert zwischen 3 und 30 Metern und besteht aus Elementen wie Kalkstein, Ton und Sand. Dieser piedmontische Gürtel hat eine Ausdehnung von ca. 120 km², ist sehr grundwasserreich und wird weitgehend agrarisch genutzt.
Die Tatsache, dass auch die jungen Schichten gebrochen sind, deutet darauf hin, dass die Region unter dem Einfluss einer sehr jungen Tektonik immer noch tektonisch aktiv ist. Dabei haben Verwerfungen im Süden der Mardin-Antiklinale auf Formationen unterschiedlichen Alters gewirkt, was im Karst zur Bildung üppiger Verwerfungsquellen entlang der südlichen Hänge u. a. von Gurs Çayı und Beyazsu (früherer Name Çağçağa bzw. Korgarbonizra Çayı) geführt hat. Trotz der „trockenen“ Topographie des Kalk-Plateaus gibt es in den insbesondere nach Süden gerichteten abgelegenen Tälern der Mardin-Schwelle reichlich Wasserressourcen.

## Geomorphologische Merkmale
Die rezente Geomorphologie der Mardin-Midyat-Schwelle zeigt sich als Teil eines großflächigen höheren Kalkstein-Plateaus, das fluvialer Erosion und Verkarstung ausgesetzt und vor allem in den südlichen Teilen nach starken Faltungs- und Schubbewegungen tektonisch gestört ist. In diesem Mardin-Gebirge, das sich wie eine Mauer nördlich der syrischen Ebene erhebt, ist Karst-Geomorphologie weit verbreitet. Faktoren, die die Verkarstung beeinflussen, sind vor allem Lithologie und Klima (insbesondere Regenwasser mit CO2-Gehalt) und der Grundwasserspiegel. Es handelt sich um die kalkreiche Midyat-Formation mit einer lithologischen CaCO3-Zusammensetzung, die auf den Plateauoberflächen zutage tritt, wo die Niederschlagswerte im Vergleich zu anderen Regionen im Umfeld günstig sind. Daher herrscht bis in die Tiefe zur Gercüş-Formation hinab, wo wasserdichte Tonsedimente anstehen, eine Verkarstung vor. Der Charakter der Lithologie ist der wichtigste Faktor, der die Form und Schwere späterer Verkarstung bestimmt. Die Kalksteine, die das Mardin-Midyat-Plateau bilden, haben den Charakter von tonigem Kalkstein, da sie etwa 50 % Ton enthalten. Aus diesem Grund erfolgt die Verkarstung sehr schnell.
Ali Biricik vermerkt, dass das Plateau die Ressourcen für Karstquellen von z. B. Çağçağ Çayı (Beyazsu Çayı) und Gurs Çayı bildet, dass die Yeşilli (Rışmıl) Depression als Uvala anzusehen ist und dass Dolinen und Poljen auf der Ömerli-Midyat-Hochebene weit verbreitet sind. An vielen Stellen sind Uvalas zu Talböden geworden. Auf dem Plateau durchfließen der Beyazsu Çayı und viele seiner Seitenarme größere und kleinere Uvalas. Darunter sind die charakteristischsten Uvalas die von Şenköy und Midyat. Uvala-Felder und Dolinen, die durch die Kombination vieler Dolinen gebildet wurden, werden als kleine landwirtschaftliche Flächen genutzt und haben eine flache und steinige Bodenstruktur.

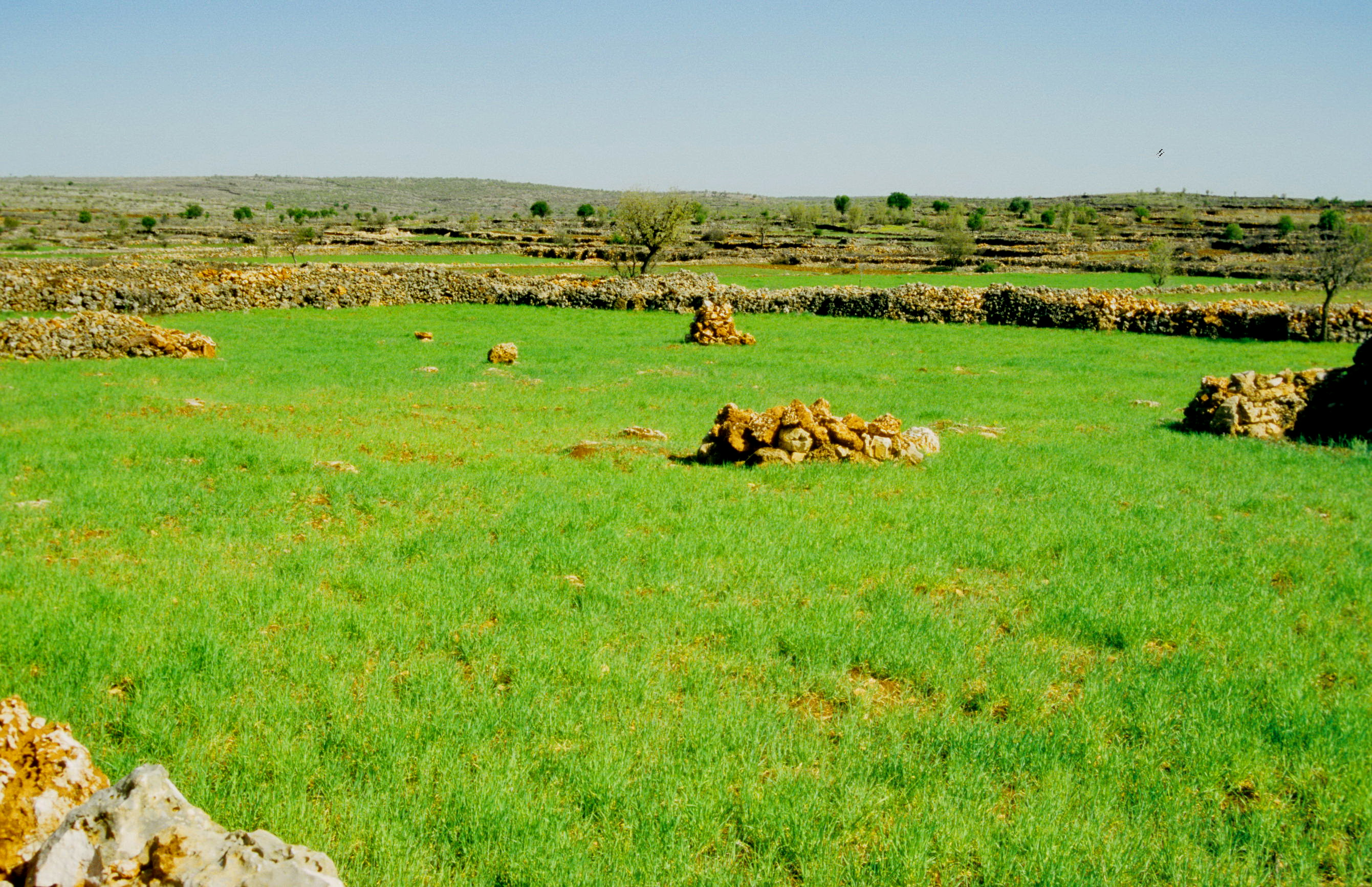
Sattes Grün des hochkommenden Wintergetreides überzieht im Frühjahr die Terra-Rossa-Böden in den Uvalas auf den Hochflächen der Mardin-Schwelle, wie hier bei Ömerli zwischen Mardin und Midyat Mitte April 2004.

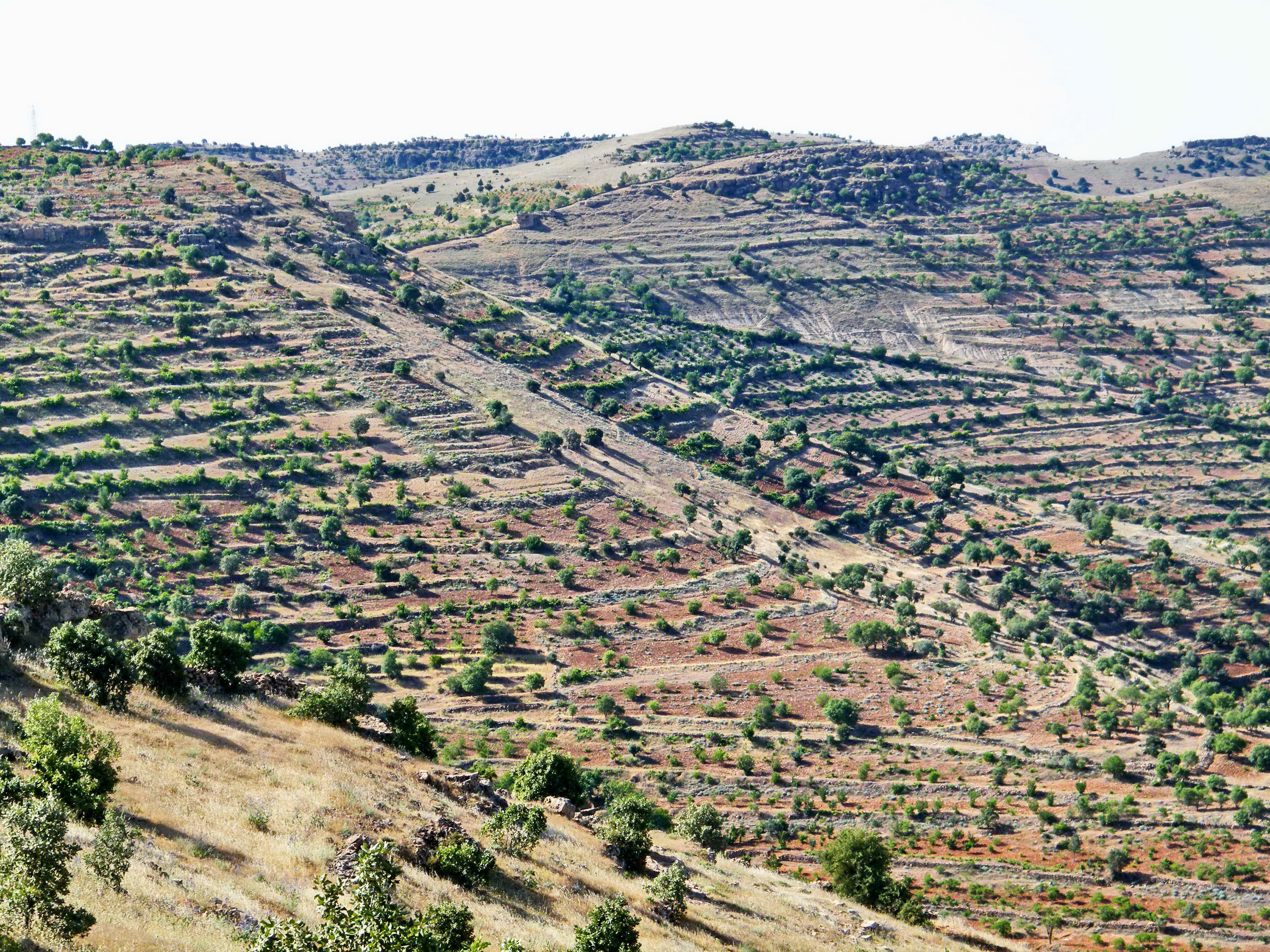
Wo Flachgebiete für Ackerland nicht ausreichend zur Verfügung stehen, sind oft die Talhänge, wie hier bei Şirinevler, dicht bei dicht terrassiert und in vielerlei Hinsicht landwirtschaftlich genutzt.

Die Zivink Uvala mit einem Durchmesser von 2 km und einer Tiefe von 100 m im Süden der Siedlung Midyat-Sanköy weist solche charakteristischen Merkmale auf. Getreideanbau erfolgt dort auf Terra-Rossa-Böden, die an der Basis der Uvala gebildet werden. Nördlich dieser Uvala befindet sich eine weitere Uvala mit einem Durchmesser von 200 Metern, die in gleicher Weise verwendet wird. Wo entsprechende Flachgebiete als Ackerland nicht ausreichend zur Verfügung stehen, sind oft die Talhänge dicht bei dicht terrassiert und in vielerlei Hinsicht landwirtschaftlich genutzt. Die Weiler Selvik und Şekrin des Dorfes Efşik bei Nusaybin liegen an den Hängen einer Doline. Die städtische Siedlung Merdin (nicht: Mardin) befindet sich im Zentrum der Yeşilli-Karstsenke, und die Kızıltepe-Ebene im Süden verfügt über reichliche Wasserressourcen aus Karstquellen. Auch wenn man an Schwierigkeiten hinsichtlich der Wasserversorgung in diesen Karstgebieten denkt, eignet sich die dicke und massive Struktur des Kalkgesimses gut für den Bau von Zisternen, die den Wasserbedarf über lange Zeit decken. Auf dem weiten Karstplateau gibt es subsequente (den Gesteinsschichten folgende) Senken, Schluchten, abflusslose Täler, Hums, Überhänge, Schichtkanten und Hügelketten je nach dem Skelett der Strukturmorphologie. Darüber hinaus treten Riesenkarren auf und Höhlen sowohl an den Talhängen als auch in unmittelbarer Nähe der Täler. Außerdem wird die Karstentwicklung durch die Einschnitte der Hauptflusstäler in die Kalksteine gesteuert. Wenn sich der Taleinschnitt unter den Boden des Karstblocks vertieft, werden unterirdische Karstwasserströme leicht angeschnitten und damit Quellaustritte geöffnet, wichtige Quellen, die entweder über oder in den Flussbetten oder entlang von Verwerfungen vorkommen. Zudem sind ausgedehnte Oberflächenmerkmale zu beobachten, die über das Karbonat-Plateau verstreut sind, darunter neben Dolinen, Uvalas häufig auch einstürzende flache Höhlen sowie die Entwicklung eines dichten Netzes aus blinden und trockenen Rinnen von bis ca. 15 m Tiefe.

## Plateau-Etagen
Die Plateaulandschaft der Mardin-Schwelle ist keine einheitliche Hochfläche, sondern erstreckt sich über verschiedene Etagen, was vermutlich auf wechselnde tektonische Hebungs- und Stillstandprozesse zurückzuführen ist.

### Hochplateaus
Hoch gelegene Plateau-Partien findet man auf etwa 750–1100 m Höhe. Die höchsten darüber hinaus ragenden Gipfel z. B. im Bereich des oberen Beyazsu-Tales sind der Humut Tepesi (1455 m) und der Çalılı Tepesi (1332 m) und stammen als Restberge womöglich aus einer noch höheren Etage, die weitgehend erodiert wurde. Diese Hochplateaus verlaufen als Teil des Mardin-Midyat-Plateaus in nordwest-südöstlicher Richtung parallel zur Haupterstreckung. Viele der dortigen Uvalas wurden an die Außenentwässerung angeschlossen und nahmen das Aussehen von Talböden an. Die dortigen Kalksteine des Lutetiums mit 50 % Ton haben auf der horizontalen Struktur eine schnelle Verkarstung erfahren, so dass ein stark hügeliges Plateau entstanden ist, in dem sich die Gewässer in Form von eingesenkten Mäandern schlängeln, da das Gefälle auf dem Plateau sehr gering ist.

### Niedrige Hochebenen
Auf tiefer gelegene Plateaubereiche trifft man zwischen 600 und 750 m Höhe in größeren Talbereichen und an vielen weniger geneigten Hängen. Als Folge der Bildung des Mardin-Midyat-Plateaus im Zuge einer Nord-Süd-Kompression wurden in einigen Gebieten Antiklinalen und Synklinen gebildet, wobei an manchen Stellen aufgrund von Hebungen Brüche auftraten, wodurch vor allem im Süden niedrigere Plateauteile entstanden. Sie sind schmaler als Hochplateaubereiche und durch in Nord-Süd-Richtung perennierende und saisonale Bäche zerschnitten.

### Vorland-Plateaus

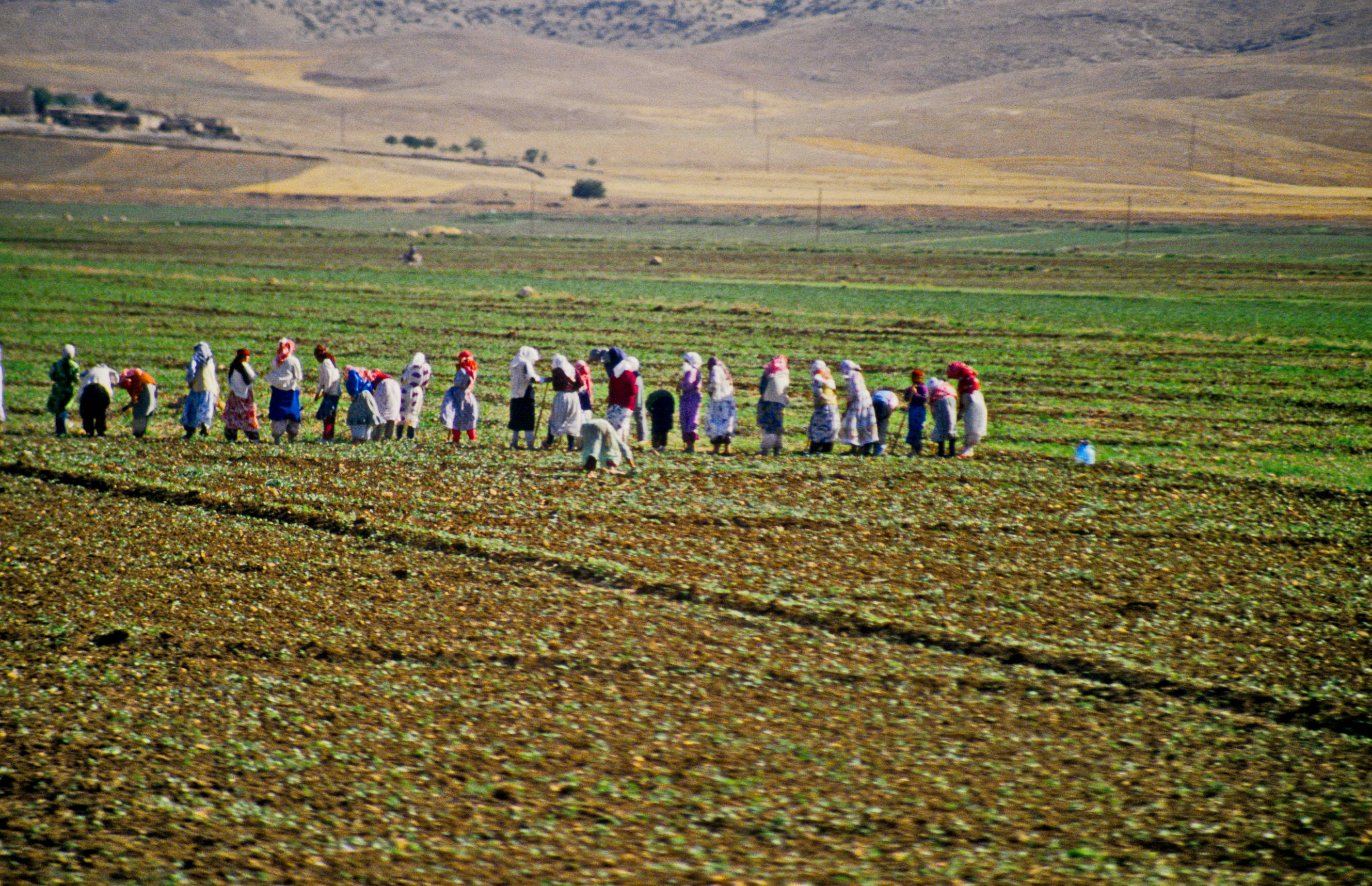
Feldarbeiterinnen in der Ebene von Nusaybin unterhalb von Dibek im Juli 1989, wo auf manchen Flächen Trockenfeldbau betrieben wird.

Am Übergang von den Berggebieten zu den südlich vorgelagerten Ebenen entwickelte sich eine Reihe von Sedimentkegeln und Schwemmfächern. So wurde z. B. die Nusaybin-Ebene an der Mündung des Beyazsu-Tals ins Vorland durch die Ausbreitung der vom Beyazsu-Strom verfrachteten Sedimente aufgeschüttet. Dieser flache Abschnitt zwischen 450 und 550 m Höhe, der den nördlichen Rand der syrischen Tiefebene bildet und zwischen dem Plateaubereich und der türkisch-syrischen Grenze liegt, besteht aus quartären Füllungen. Er hat eine sehr leichte Neigung, die von Norden nach Süden abfällt. Hier liegen die quartären Ablagerungen auf den neogenen Kalksteinen, und die Bildung und Entwicklung der Ebene setzt sich bis heute fort. An vielen Stellen hat die Fläche ein leicht welliges Aussehen und ist das wichtigste Aktivitätsgebiet der Nusaybiner Landwirtschaft. Sie nahm ihr heutiges Aussehen als Ansammlung von Schuttkegeln und Schwemmfächern an, die durch das Erosionsmaterial der Flüsse aus dem zerklüfteten Gebiet im Norden hier sedimentiert wurden, im Laufe der Zeit wuchsen und aneinander angrenzten. Der Beyazsu Çayı und seine Nebenflüsse haben den größten Anteil an dieser Formation. Als solche ist die Nusaybin-Ebene ein Teil der oben angesprochenen Piedmontfläche. Aufgrund der vorherrschenden Lösung der Kalke bei der Verkarstung sind die Sedimentmengen eher klein, und das Gefälle ist auf den Kegeln und Fächern gering (0–5 %), nimmt aber zum Plateau hin auf 5–6 % zu. Diese Flächen werden in der Regel agrarisch für Trockenfeldbau genutzt.

## Die Rolle der Gewässer
Die tektonische Struktur der Mardin-Schwelle hatte auch Auswirkungen auf Entwässerung und Talbildung, so dass das Flussnetz des Plateaus dementsprechend angelegt ist. Die Ebenen zwischen den Erhebungen sind eher kleine, mit Schwemmland bedeckte Täler zwischen Kalksteinhügeln oder Vertiefungen mit Karstresten. Die Berge sind im Allgemeinen kahl und rau. Das hydrographische Netz besteht aus in Nord-Süd-Richtung fließenden Gewässern, die im Sommer fast alle austrocknen. Nur in einigen Tälern fließt das Wasser ständig, weil es von Karstquellen gespeist wird, wie der Derik Suyu und die Quellen im Gorstal und im Beyazsu Deresi. Der Göksu, der auf den westlichen Plateauteilen im Norden der Mazı Dağları in Süd-Nord-Richtung fließt und sich mit dem Tigris vermischt, nimmt seine Arme vom Nordhang dieses Berges auf. Der Mazı Dağı und andere höhere Landschaftsteile bilden dort die Wasserverteilungslinie zwischen den in Nord- bzw. Süd-Richtung fließenden Gewässern. Die räumliche Verteilung der Kalksteine zu beiden Seiten des Tigris-Tals trägt zu einer starken Asymmetrie des Tigris-Beckens bei: Mehrere der nördliche Zuflüsse aus den Ausläufern des Taurus-Gebirges erhalten mit jedem seitlichen Zufluss reichlich Wasser, während Seitenflüsse im Süden des Tigris vom Mardin-Plateau her fast nicht vorhanden sind. Im Mardin-Midyat-Plateau wird das häufige Fehlen eines Abflusses nach Norden durch das Abtauchen des unterirdischen Karsts nach Süden und Westen verursacht. Die Wasserscheide zwischen dem Tigris und diesem unterirdischen Netzwerk bildet 15–20 km südlich des Tigris-Tals eine W-O-Barriere. Infolgedessen werden die wenigen Bäche, die vom Midyat-Plateau nach Norden hin den Tigris erreichen, nur von solchen Quellen beliefert, die an undurchlässigen Partien (z. B. Tonschichten) in den Falten der Hoya/Mardin-Formation auftreten.
Das Mardin-Plateau ist zwar generell in Ost-West-Richtung ausgerichtet, ist aber vielerorts aufgrund der Bruchtektonik von tiefen Tälern in Nord-Süd-Richtung gespalten, auf dem Hochplateau oft Kerbtäler, in der vorgelagerten Ebene trockene Bachschluchten. Während z. B. das Karasu-Tal im Oberlauf vollständig von Nordwest nach Südost verläuft, zeigt der Unterlauf des Beyazsu-Tales vollständig in Nord-Süd-Richtung. Die Täler in Hochebenen sind meist nicht sehr tief, und obwohl die Talböden an vielen Stellen V-Profile (V-Täler) aufweisen, haben sie in den Bereichen, in denen sie in Uvalas übergehen, den Charakter von Sohlentälern. Die Täler, die sich auf der Ebene entwickeln, sind nicht sehr tief; da sie im Sommer austrocknen und nur in der Regenzeit Wasser führen, konnten sie sich nicht allzu tief eingraben. Ein typisches Beispiel bilden Einzugsbereich und Talverlauf des Hermes Nehri (Beyazsu), ein Sohlental mit zumeist steilen Hängen. Dieses Tal z. B. hat bei Nusaybin und in der Hochebene eine Tiefe von nur 2 Metern. Es führt eines der wichtigsten Gewässer, den Hermes Nehri (heute Çağçağ Çayı) aus dem Bezirk Beyazsu bei Midyat, und entspringt am Fuß des Berges Bâlusâ (بالوسا) im Norden von Nusaybin östlich von Mardin, im südlichen Teil des Mardin-Midyat-Plateaus zwischen dem Nusaybin-Distrikt und dem Midyat-Distrikt. In römischer und byzantinischer Zeit war dieser Fluss als Mygdonious (Mygdones) und Saocoras bekannt. Sein Wasser, das sowohl zu Trink- als auch zu Bewässerungszwecken verwendet wird, deckt heute wie früher den Wasserbedarf der umliegenden Siedlungen. Die beiden Haupt-Quellflüsse des Hermes, Beyazsu/Bismar und Karasu/Mahsari, vereinigen sich in der Region Zeveran. Ihre Quellaustritte werden auch Bîr-i As oder Ber'as (سْبرا) genannt. Der Hermes mündet in Syrien vor dem Ort Karkisia in den Habur und über diesen bei Karkisia auf syrischem Territorium in den Euphrat.
Der Beyazsu, einer der beiden Quellzweige des Çağçağ Çayı/Hermes Nehri (auch Bunıstra Çayı) wird von Karstquellen gespeist und durch die Zusammenführung kleiner Bäche nördlich der Dörfer Batuş und Haldah auf dem Tefi-Kamm gebildet. Er fließt zunächst in Richtung Südosten und verschmilzt durch eine Wendung nach Südwesten mit dem Karasu. Der Karasu entsteht durch den Zusammenfluss kleiner Bäche um die Dörfer Hırbeşimrik, Mahserte und Görik am Fuße des Tehtakereş-Gebirges, fließt zunächst östlich parallel zum Beyazsu ebenfalls nach Südosten, führt westlich an den Dörfern Sakecli, Mikri und Havadin vorbei und mündet bei den Bergrücken von Zeveran mit einem Schwenk nach Südwesten in den Beyazsu. Nach der Verschmelzung von Karasu und Beyazsu fließt das Gewässer in einem engen Tal nach Süden unter dem Namen Çağçağ und versorgt nach der Energiegewinnung im 1968 in Betrieb genommenen Wasserkraftwerk Çağçağ rund um das Dorf Gürün 6900 Hektar der Nusaybin-Ebene. Der Einzugsbereich des Beyazsu/Hermes/Çağçağ besteht aus Kalksteinen, horizontalen Schichten der im Eozän (lutetianisch) sedimentierten Midyat-Gruppe. Aufgrund der Karststruktur ist die Oberflächenströmung in der Mardin-Midyat-Schwelle gering. Diese Situation ändert sich auch an Regentagen nicht. Das meiste Wasser versickert im Karstgestein. Das Wasser des Beyazsu kommt aus einer Karstquelle mit einem hohen Wasserstand zu allen Zeiten trotz der Sommerhitze und Trockenheit. Auch wenn es je nach Jahreszeit zu einer teilweisen Abnahme der Wasserleistung kommt, liegen die Durchflusswerte bei ca. 3,8 m3/s.
Das Haupttal des Beyazsu Çayı/Hermes Nehri bildet sich auf dem Hochplateau zwischen Ömerli und Midyat aus zahlreichen zumeist trockenen Nebenflüssen aus der Umgebung von Çalpınar, Kayabalı, Kayalar und Sarıköy und hat bis zum Dorf Taşlıburç bereits ein markantes Sohlental ausgebildet. Dort wird das Gewässer von zahlreichen wasserreichen Karstquellen gespeist, verschmilzt mit dem aus dem Karasu-Tal kommenden Karasu Çayı und weist danach eine relativ flussähnliche Strömung auf. Der Karasu entspringt 8 km nördlich von Nusaybin mit einer Wassermenge von 4,2 m³/s, und die Beyazsu Quellen liefern 2 km nördlich davon 4 m³/s. Durch die Verschmelzung beider wird der Beyazsu Çayı zu einem Bach mit einer Fließgeschwindigkeit von 10 m³/s und kann im Sommer wie im Winter ohne Austrocknen fließen. Das Tal des Unterlaufs des Beyazsu Çayı öffnet sich um Nusaybin zu einer weiten Ebene, der Nusaybin Ovası. Während die Schichten im unteren Talbereich in Richtung Nusaybin eine monokline (geneigte) Struktur annehmen, liegen sie auf dem Plateau und dort, wo das Beyazsu-Tal (bei Taşlıburç) am tiefsten ist, relativ horizontal.
Manche der Täler, so auch der Hermes/Beyazsu, haben sich aufgrund ihres Wasserreichtums zu wichtigen Erholungszentren entwickelt. Während der langen und heißen Sommersaison bevorzugen die Einheimischen z. B. das Beyazsu-Tal als täglichen Rastplatz in den kilometerlang gebauten Erholungsgebieten. Es gibt nicht nur einen starken Zustrom von Besuchern aus den Bezirken Midyat, Nusaybin, Gercüş, Mardin und Kızıltepe, sondern auch Erholungssuchende aus Provinzen wie Batman, Diyarbakır, Siirt und Şırnak. Zudem gibt es im Beyazsu-Tal eine intensive Wein- und Gartenbauwirtschaft. Eine ausgeklügelte Bewässerungslandwirtschaft erfolgt auf beiden Seiten des Tals über Kanäle, die aus kilometerweiter Entfernung mit entsprechender Laufneigung entlang der Hänge hergeleitet werden.

## Vegetation und Klima

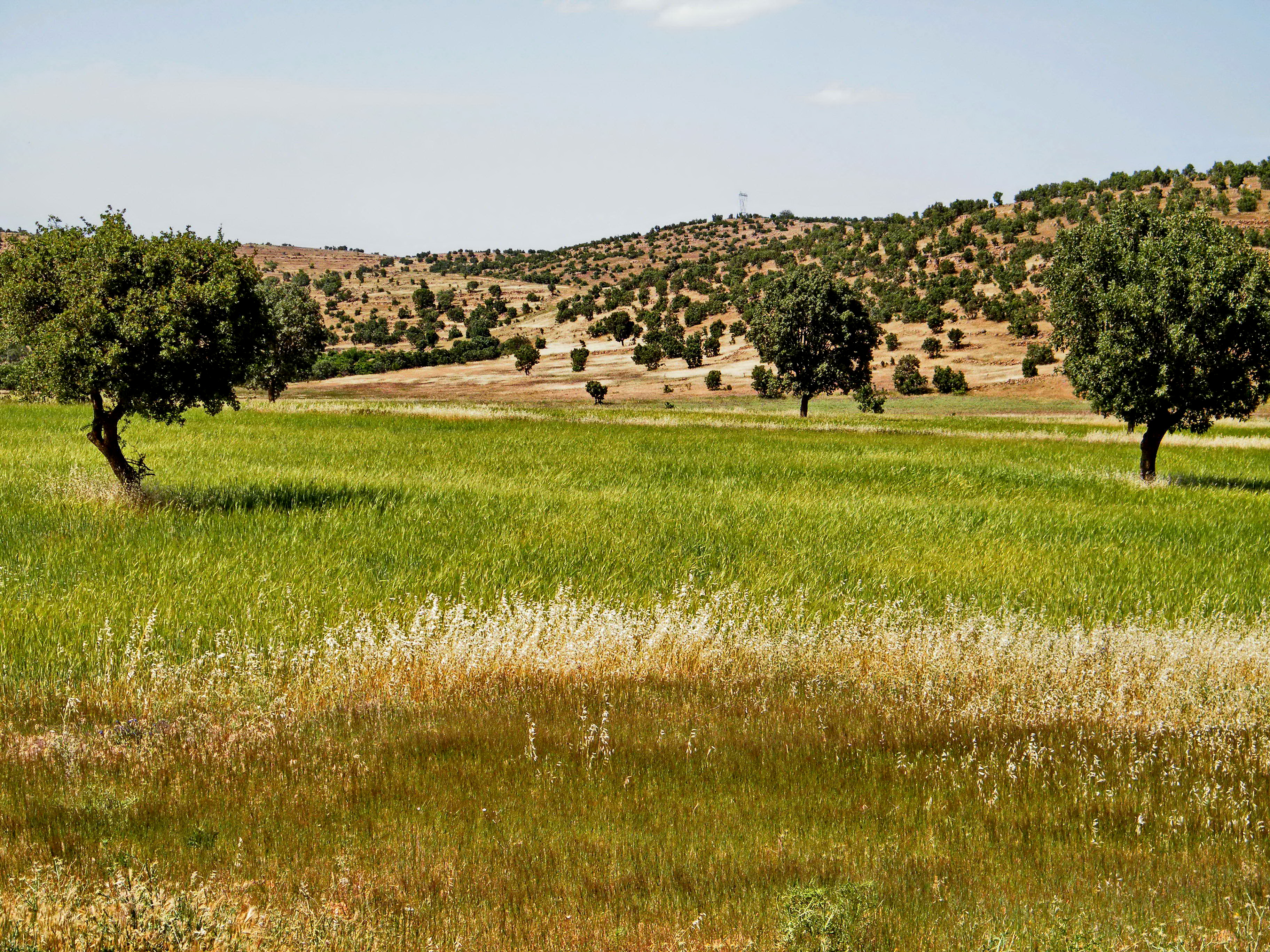
Pistazien-Kulturen auf den Kalkhügeln umrahmen an vielen Stellen die mit Getreide bestandenen Karstsenken auf der Mardin-Schwelle, wie hier bei El Hadra.

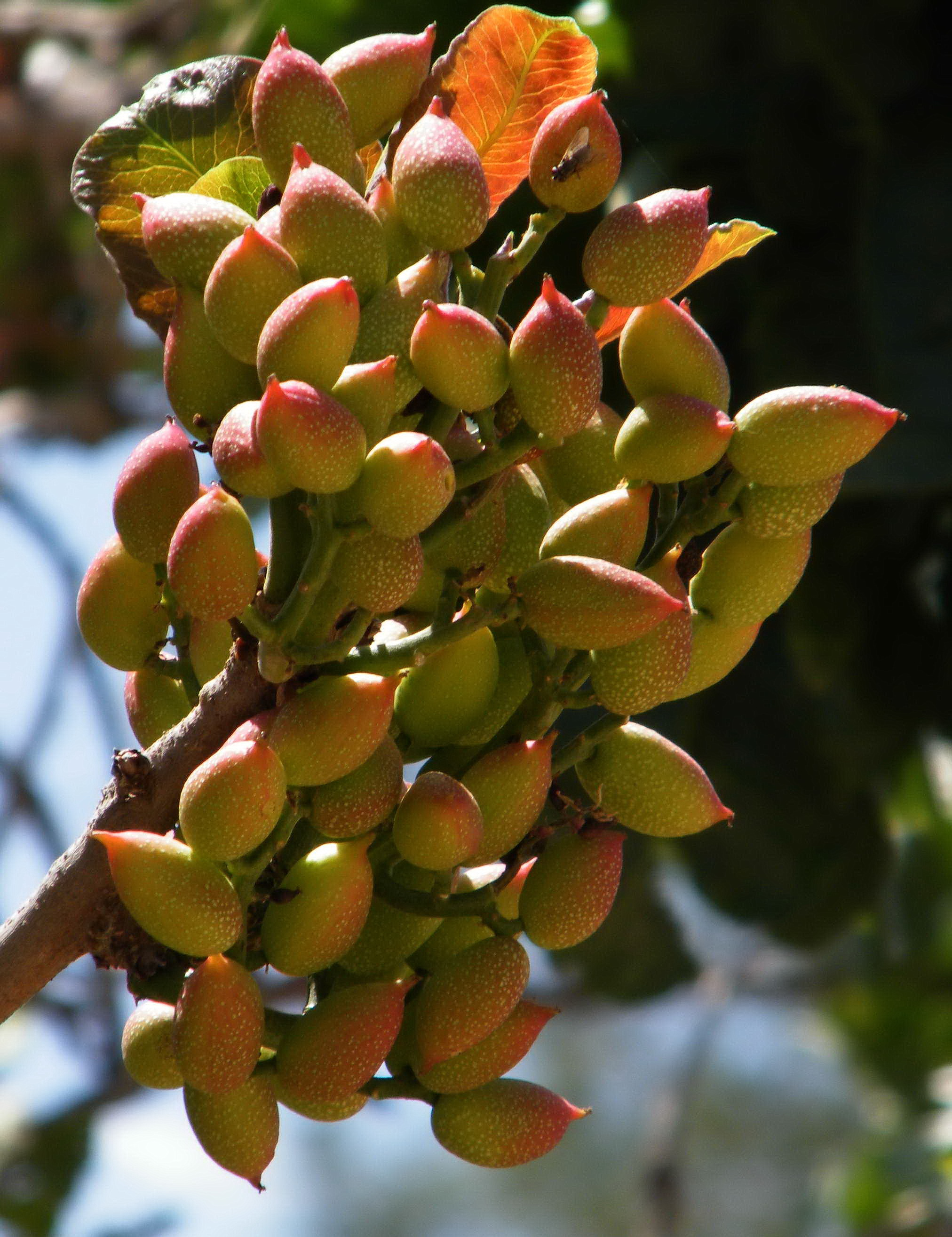
Pistazien-„Traube“ in einer Baumkultur bei El Hadra

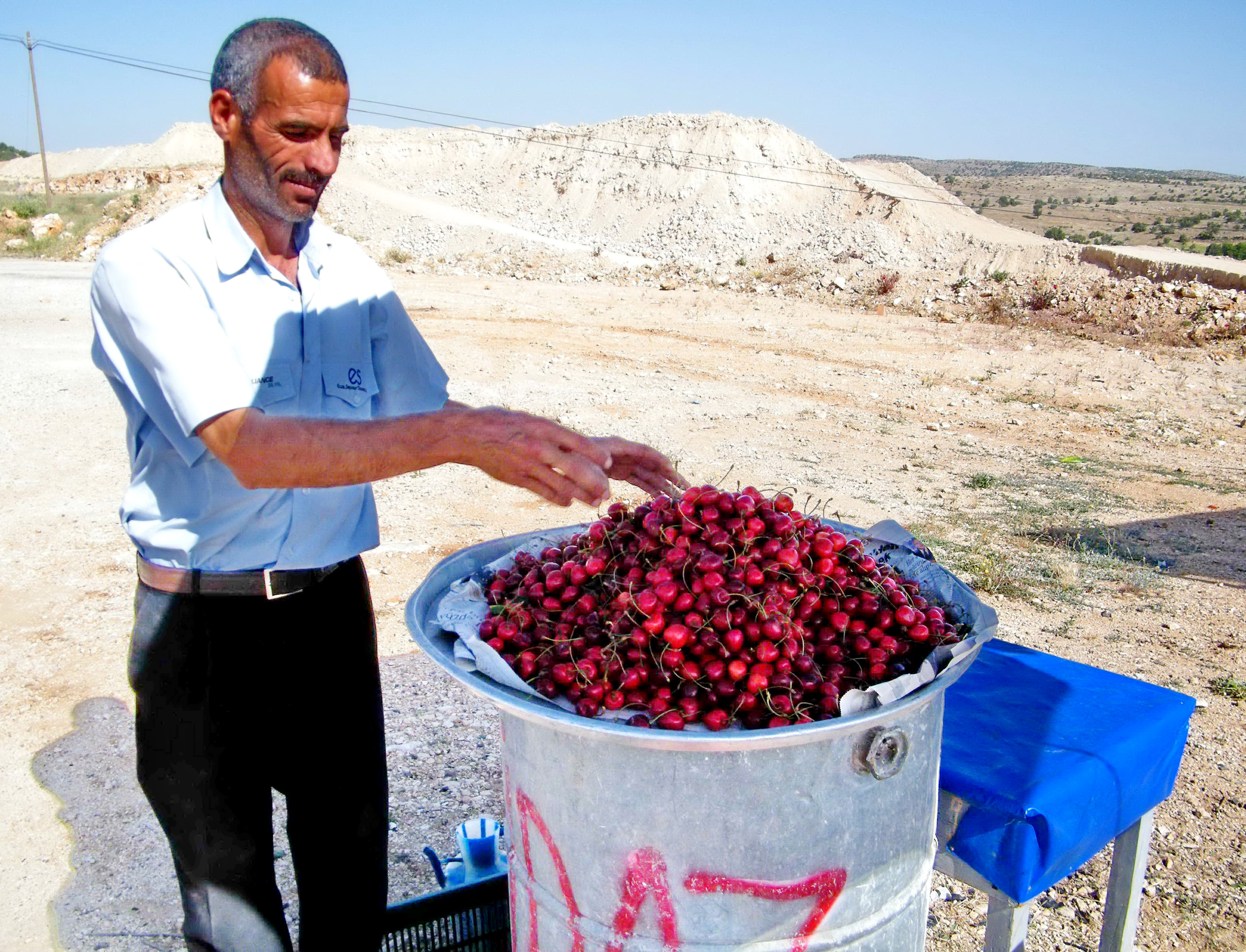
Mandeln, Walnüsse, Mahaleb (Felsenkirsche, Prunus mahaleb) und Süßkirschen wachsen in den Senken und um die Gewässer und werden während der Saison, wie hier am Hop-Pass, jeweils am Straßenrand feilgeboten.

Generell handelt es sich bei der Region der Mardin-Midyat-Schwelle um ein anthropogenes Steppengebiet. Die wichtigsten dortigen Steppenpflanzen sind Verbascum (Königskerze), Astragalus (Tragant), Delphinium (Rittersporn), Eryagium (Mannstreu), Euphorbia (Wolfsmilch), Gentiana (Enzian), Silene (Leimkräuter), Trifolium (Klee), Bromus (Trespe), Thymus (Thymian), Achillea (Schafgarbe) und verschiedene Arten von Convolvulus (Ackerwinde). In den höheren Teilen des Mardin-Gebirges, bis in die Regionen von Mazıdağı, Derik, Midyat, Savur und Nusaybin findet man Eichengemeinschaften. Die am Rande der Steppe gelegenen Eichenbestände haben den Charakter von Trockenwäldern, da in der Region ein kontinentaler Klimatyp vorherrscht, der sich dem mediterranen Klima annähert. Die häufigste Eichenart ist Quercus infectoria (Aleppo-Eiche). Es gibt jedoch auch Arten wie Quercus Brantii (Branteiche) und Quercus vesca (= Quercus libani, Libanoneiche). Degradierte Eichengesellschaften (insbesondere die Branteiche, Persische Eiche) sind Zeugnisse einer in der Vergangenheit dichten und später zerstörten Eichenvegetation. Sie zeigen, dass das Mardin-Gebiet nicht wirklich arm an Vegetation wäre. Die Siedlungen in der Nähe von Mardin liegen in einem Altsiedelland, sind für ihre reiche und vielfältige landwirtschaftliche Tätigkeit bekannt (Gurs, Yeşilli, Rışmıl, Babilceviz, Kabbala, Bülbül) und sind für diese Situation verantwortlich. Die Baum-Vegetation, die im Westen der Region an den einsamen Hängen des Mardin-Gebirges wächst, insbesondere im Yeşilli-Tal, um Derik und Mazıdağı (Oliven-, Eichen- und Macchie-Arten), weist jedoch darauf hin, dass sich in dieser dicht besiedelten Umgebung auch geschützte Mikro-Vegetations- und Klimazonen bilden konnten. Im Vergleich zu ihrer niedrigeren Umgebung gelten die Hochflächen des Plateaus als reich an Vegetation. Obwohl zerstört, sind Eichenbestände vor allem im Hochland verbreitet, dagegen in den niedrigen Gebieten und um die Gewässer vor allem Weiden, Pappeln, Eschen, Mastix, Mandeln, Platanen, Walnüsse, Bittim (Terebinthe, Terpentin-Pistazie, Pistacia terebinthus), Sumach (Gerbersumach, Rhus coriaria), Mahaleb (Felsenkirsche, Prunus mahaleb) und sogar Süßkirschen, deren Früchte während der Saison am Straßenrand feilgeboten werden, sowie Oliven bei Derik. An vielen Stellen umrahmen Pistazien-Kulturen auf den Kalkhügeln die mit Getreide bestandenen Karstsenken auf der Mardin-Schwelle.
Das Klima in den syrischen Ebenen im Süden und im Oberen Tigris-Becken im Norden unterscheidet sich von dem auf dem Plateau, wo die Niederschläge etwas höher und die Temperaturen etwas niedriger sind. Die Durchschnittstemperatur weiter nördlich in Batman z. B. beträgt 16,3 °C, während sie in Mardin bei 16 °C liegt. Gemessene Jahres-Niederschläge sind in Mardin 703 mm, demgegenüber 491 mm in Batman, 472 mm in Urfa und 488 mm in Diyarbakır, denn das Hochplateau erhält Fronten-Regen von Süden und Norden. Laut Ahmet Ardel herrscht in Südostanatolien ein Typ des mediterranen Klimas mit einem anderen klimatischen Charakter als in den restlichen benachbarten Gebieten. Trotz lokaler Niederschlagsunterschiede signalisiert die Anhäufung der Niederschläge und niedrigster Temperaturen im Winter, während die Sommersaison sehr heiß und trocken ist, die Existenz eines mediterranen Niederschlagsregimes. Dieser Klimatyp ist eine kontinentale Form des Mittelmeerklimas und geht nach Süden und Südosten hin allmählich in ein Wüstenklima über. Die klimatischen Bedingungen weisen Merkmale eines halbkontinentalen Klimas auf. Insbesondere die Niederschlagsverteilung im Jahresverlauf ähnelt dabei eher dem Niederschlagsregime des Mittelmeerklimas. Während sich im Sommer Luftmassen polaren Ursprungs nach Norden zurückziehen, erweitern von Süden aus dem Persischen Golf kommende tropische Luftmassen ihren Einflussbereich. Dann erhöht auch der Südostwind, der Samyeli, die Temperatur. Mit diesen Effekten kann die Lufttemperatur in vielen Teilen der Region Südostanatolien während der Sommersaison auf über 40 °C ansteigen. Kühlende Nordwinde verlieren ihre Wirkung, bevor sie die Region Südostanatolien erreichen. Bei diesen Bedingungen treten insbesondere zu Beginn und Ende der Sommersaison Abweichungen auf, da dann die polaren Luftmassen von Norden und Nordosten wieder weiter nach Südosten reichen, und es kommt zu frontalen Sommerniederschlägen, wobei die Temperatur etwas abnimmt. Da sich solche Niederschläge jedoch meist auf den Norden Südostanatoliens beschränken, erreichen sie selten die südlichen Teile um die Mardin-Schwelle. Die heißen und trockenen Luftmassen aus dem Süden spielen somit eine wichtigere Rolle vor allem beim Erreichen der sehr hohen Werte der Sommertemperaturmittel. Das gilt auch für Mardin. Allerdings gibt es aufgrund orographischer Bedingungen lokale Unterschiede. Der Einfallswinkel der Sonnenstrahlen und damit die Durchschnittstemperatur ist an den Südhängen höher als an den Nordhängen, was sich in Vegetation und landwirtschaftlichen Aktivitäten spürbar niederschlägt. Während die Durchschnittstemperatur im heißesten Monat (Juli) im nach Süden exponierten Mardin 30 °C erreicht, zeigt sie in den anderen Zentren der Region niedrigere Werte. Während der Sommerperiode herrschen in der gesamten Region lange und stabile Wetterbedingungen. Nach einem kurzen Frühjahr verdoppelt sich fast die durchschnittliche Temperatur gegenüber dem Frühjahrsdurchschnitt auf 29,9 °C. Schon im Mai werden die sommerlichen Bedingungen wirksam. In dieser Zeit ist aufgrund der Dauer und Intensität der Sonneneinstrahlung die Durchschnittstemperatur bereits sehr hoch, es gibt nur wenige bis keine Niederschläge, die relative Luftfeuchtigkeit ist sehr gering und die potentielle Verdunstung sehr hoch. Deshalb gibt es aufgrund der hohen Temperaturen bereits vom späten Frühjahr und auch noch bis in den frühen Herbst hinein in der gesamten Region eine sehr lange Sommerperiode.
Nach den meteorologischen Daten der Provinz Mardin fällt der meiste Niederschlag im März mit 115,8 mm, die höchste Temperatur beträgt im Juli 42,5 °C und die niedrigste Temperatur im Februar −2,6 °C. Die höchste Luftfeuchtigkeit wurde im Januar mit 76,1 % gemessen. Der auffälligste Unterschied zum typischen mediterranen Klima besteht in den Sommermonaten mit völliger Abwesenheit von Regen und Temperaturen von über 40°, die eine sehr hohe Verdunstungsrate verursachen. Infolgedessen stammt der größte Teil der Wasserversorgung in den Sommermonaten aus See- bzw. Talsperrenreservoirs und Grundwasser. Die Region ist auch anfällig für häufige extreme Klimaphänomene, wie unerwartete Wintertrockenheit, starke Regenfälle im Frühherbst oder zeitigen Frühjahr. Im Frühjahr und Herbst kann es zu plötzlichen Hitze- und Kälteperioden sowie zu Sandstürmen aus dem Süden und verheerenden Regenfällen aus dem Westen kommen. Eine solche klimatische Instabilität von Jahr zu Jahr erzeugt eine hohe Sensibilität der Region in Bezug auf Wasserressourcen, Vegetation, Umweltsysteme, Landwirtschaft usw. Zudem erzeugt das Relief Niederschlagskontraste, wobei die Luftfeuchtigkeit mit der Höhe nach Norden hin (wo das nördlich gelegene Taurus-Hochland ca. 600 mm/Jahr erhält) und nach Osten (wo die Flanken des Zagros-Gebirges > 1000 mm/Jahr erhalten) ansteigt. Darüber hinaus gibt es in der Region erhebliche Unterschiede zwischen den jährlichen Niederschlagsmengen und der Niederschlagsverteilung über das Jahr. Besonders für niedere Flachlandschaften ist dieser Unterschied in der Niederschlagsmenge auffällig. Da die Südhänge der Mardin-Antiklinale (durchschnittlicher jährlicher Niederschlag Mardin 703,9 mm) insbesondere im Winter und Frühjahr den südlichen Luftmassen ausgesetzt sind, erhalten diese mehr Niederschlag als ihre flache Umgebung. Während der Januar als regenreichster Monat hervorsticht, nimmt danach die Niederschlagsmenge kontinuierlich ab und erreicht im Sommer ein Minimum. Daher wird um Mardin ein mediterranes Niederschlagsregime mit kontinentaler Wirkung beobachtet, und die Sommersaison ist extrem trocken.
Am Südfuß der Mardin-Schwelle, bei Nusaybin z. B., beträgt der durchschnittliche jährliche Niederschlag dagegen nur 470,2 mm. Betrachtet man die jahreszeitliche Verteilung, so fällt der meiste Niederschlag in der Wintersaison (51,8 %). Darauf folgen der Frühling mit 34,9 %, der Herbst mit 12,7 % und der Sommer mit 0,6 % der Niederschläge. Die Frontenaktivitäten, die diese Regenfälle verursachen, dauern bis April an. Vor allem im Mai werden eher konvektive Niederschläge beobachtet.
Die jährliche Durchschnittstemperatur von Nusaybin beträgt 18,9 °C. Sie beträgt 31 °C im Sommer und 7,2 °C im Winter. Besonders im Sommer deckt die Anzahl der Tage mit hohen Durchschnittstemperaturen von 30 °C oder mehr alle diese Monate ab. Die Tage, an denen die Temperaturen über 30 °C steigen, beginnen im April und dauern bis Anfang November. Eine niedrige relative Luftfeuchte im Sommer erhöht die Verdunstung. Die geringe Luftfeuchtigkeit führt zu hohen Temperaturunterschieden zwischen Tag und Nacht. Die Tage, an denen die Temperatur unter 0 °C sinkt, sind dennoch ziemlich begrenzt. Die höchste jemals gemessene Temperatur lag bei 47,5 °C (30. Juli 2000). Die niedrigste Temperatur betrug −10 °C (22. Februar 1985).
Bemerkenswert ist die Tatsache, dass es in der Region der Mardin-Schwelle trotz der extrem hohen Temperaturen auch winterlichen Schneefall gibt. Mardin bildet dabei das Schneefall-Zentrum, in dem die durchschnittliche Anzahl von Tagen mit Schneefall in der Region am höchsten ist, insbesondere im Januar, Februar und März. Diese Schneefälle sind wichtig für die langfristige „Nahrung“ der Wasserressourcen. Allerdings gibt es in diesem Gebiet nur wenig und nicht dauerhaft Schneefall. Im Winter kommt es in Mardin und Umgebung häufiger zu Schneefällen. Im Durchschnitt vergehen 3 Tage im Jahr mit Schnee. Normalerweise beginnt der Schneefall im Januar und endet im März. Die durchschnittliche Anzahl an Tagen mit Schneefällen in Nusaybin z. B. beträgt 2,4, aber der Schnee bleibt nicht lange am Boden. Tatsächlich sind es nur 1,8 Tage, wenn man die Zeit betrachtet, an denen der Schnee länger liegen bleibt. Die höchste Schneedeckendicke wurde im Januar mit 12 cm gemessen. Im Dezember und Februar erreicht sie keine 10 cm.

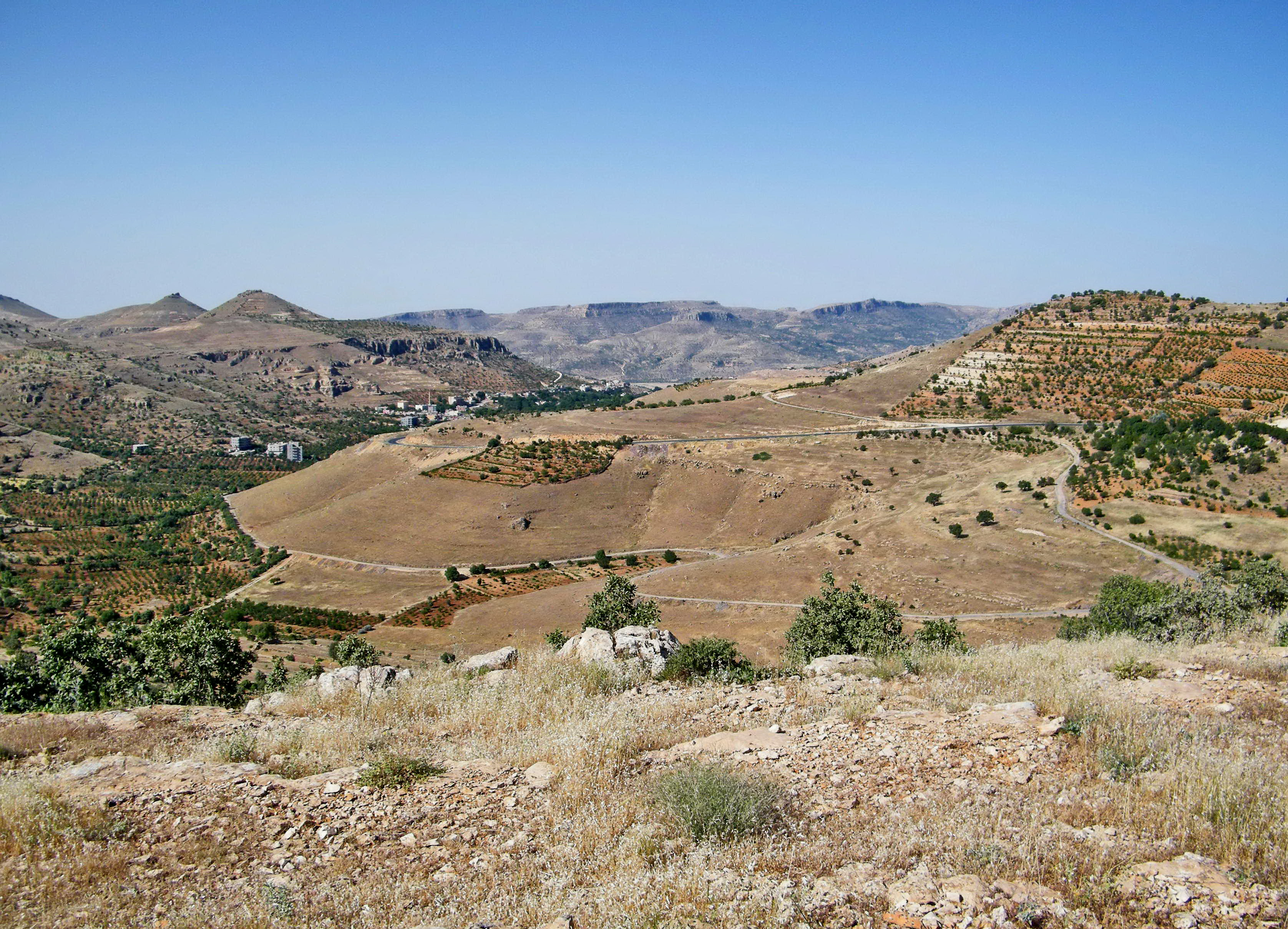
Bereits im Mai sind die frühlingshaft sattgrünen Farben aus der Landschaft der Mardin-Schwelle dem trockenen Sommerbraun gewichen, so auch auf den im Winterhalbjahr vergleichsweise gut beregneten Höhen des Hop Gecidi (Hop-Pass, 1115 m) östlich Mardin.

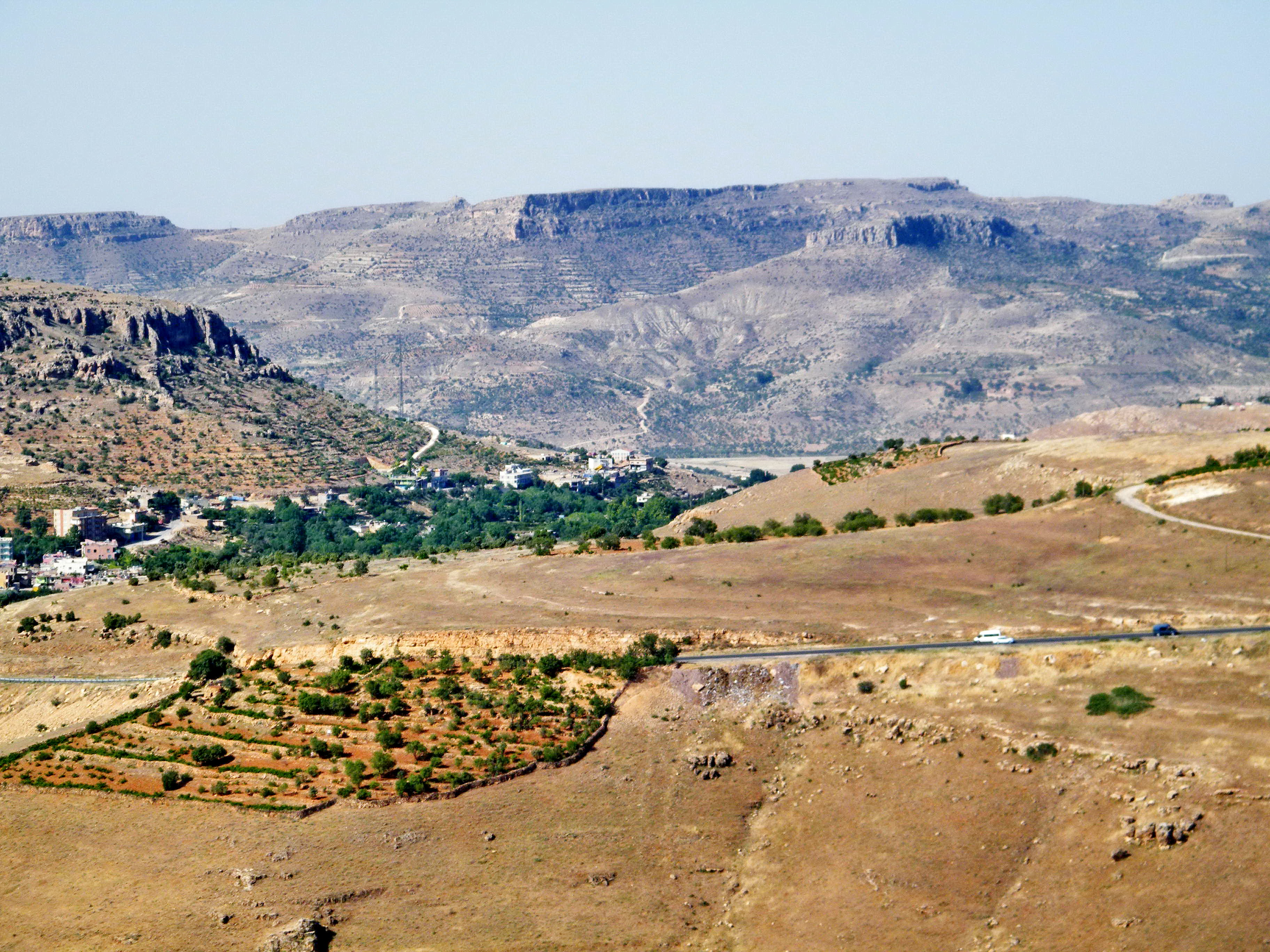
Mit Nachlassen der Winterregen wirken die dorfnahen baumbestandenen Gartenflächen in den Trockentälern, wie hier bei Şirinevler im Yeşilli Deresi, wie kleine Oasen.

Aufgrund des Klimas und des kalkhaltigen Untergrundes ist das Bergland der Mardin-Schwelle arm an Bodenbedeckung, aber die Terra-Rossa- und Terra-Fusca-Böden am Fuße der Senken und die alluvialen Schwemmlandböden der Täler bieten, wenn auch nur begrenzt, Möglichkeiten für Gartenbau. Bereits im Mai mit Nachlassen der Winterregen wirken die dorfnahen baumbestandenen Gartenflächen in den Trockentälern, so auch im Yeşilli Deresi, wie kleine Oasen. Dann sind die frühlingshaft sattgrünen Farben aus der Landschaft der Mardin-Schwelle dem trockenen Sommerbraun gewichen, so auch auf den im Winterhalbjahr vergleichsweise gut beregneten Höhen des Hop Gecidi (Hop-Pass, 1115 m) östlich Mardin.
Eines der agrarisch wichtigsten Gebiete sind umliegende Ebenen wie die von Kızıltepe, die 4–5 km südlich von Mardin beginnt. Diese ebenen Flächen bieten rotbraune Böden, die unter Steppenvegetation gebildet wurden, wo semiaride kontinentale Klimabedingungen wirksam sind. Das wichtigste Merkmal dieser steppenartigen Böden ist ihre alkalische Reaktion und die Anreicherung von überschüssigen Basen und Kalk in der Unterbodenschicht, wodurch sie für den Getreideanbau geeignet sind. Diese Steppen liegen in Gebieten des Fruchtbaren Halbmonds, die oftmals als Zentrum für genetische Vielfalt im Nahen Osten beschrieben werden. Wilde Vorfahren vieler Pflanzen, die heute weltweit kultiviert werden, haben sich in diesen Gebieten auf natürliche Weise verbreitet. Avena- (Hafer), Hordeum- (Gerste) und Triticum- (Weizen) Arten sind einige davon. Obwohl mehr als 400 Pflanzenarten in der Steppenflora dort vorkommen, ist dieses Gebiet in Bezug auf Endemismus eine der ärmsten Gegenden der Türkei. Die meisten sind Arten der iranisch-turanischen Florenregion, und die Einschleppungsrate von Pflanzen aus der mediterranen Florenregion ist sehr gering. Auf der anderen Seite fallen einige Pflanzenarten in Bezug auf ihre Artenvielfalt auf. So sind etwa 10 verschiedene Gattungen wie Tragant (Astragalus, Bockdorn), Wolfsmilchgewächse (Euphorbia) und Klee (Trifolium) in diesem Gebiet weit verbreitet.

## Wirtschaftsstrukturen

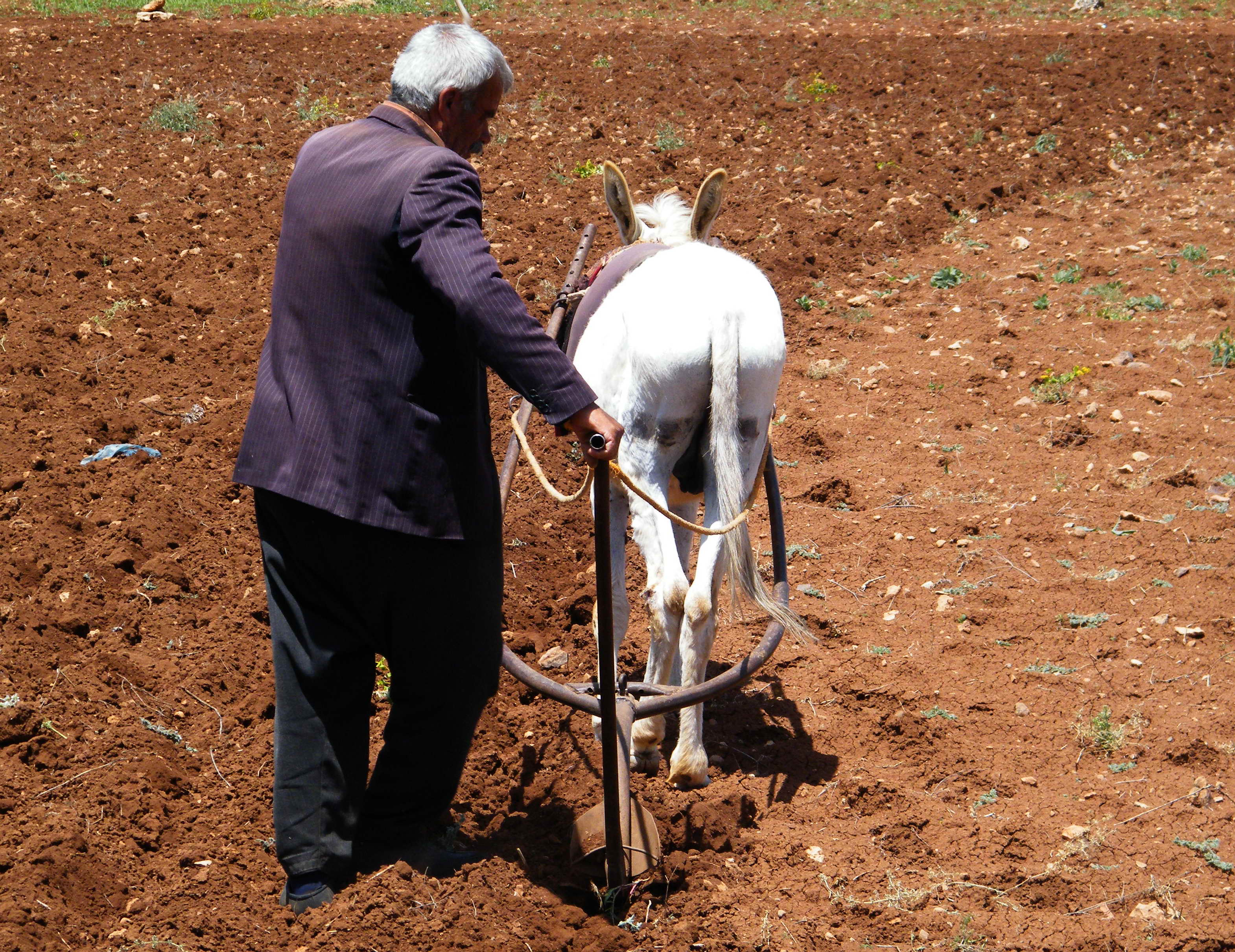
Noch im frühen 21. Jahrhundert war das Eselsgespann vor dem Hakenpflug gängiges Agrarwerkzeug auf der Mardin-Schwelle bei El Hadra.

Die Region Mardin – und damit auch die Mardin-Midyat-Schwelle – hat mit ihrer Nähe insbesondere zu den Ländern des Nahen Ostens und ihrer Lage an der alten Seidenstraße einen wichtigen Platz im Transitverkehr. Diese Situation hat das Interesse dort am Handel ständig gesteigert. Darüber hinaus basiert die traditionelle Wirtschaftsstruktur der Mardin-Schwelle auf Viehhaltung und Ackerbau, wobei noch im frühen 21. Jahrhundert das Eselsgespann vor dem Hakenpflug ein gängiges Agrarwerkzeug war, sowie auf verarbeitendem Gewerbe und Klein-Handwerk, die sich in den letzten Jahren zwar weiter entwickelt haben, aber etwa 42 % der Bevölkerung dort leben in ländlichen Gebieten und immer noch von der Landwirtschaft. Die sozioökonomische Entwicklung der Provinz Mardin belegte 2013 den 74. Platz von 81 Provinzen.
Auf einer Basis von 881 Industrieunternehmen bei der Industriezählung von 1927 in Mardin hatte man zwar in den verarbeitenden Sektor investiert, da Mardin zu den vorrangigen Gebieten für staatlich geförderte Entwicklung und neue Anreizsysteme gehörte, und mit diesen Merkmalen nimmt die Provinz auch mit ihrer Industrie-, Handels- und Logistikstruktur einen wichtigen Platz in der Region Südostanatolien ein. Aber trotz ihres Potenzials konnte sich die Provinz Mardin, und damit auch die Wirtschaft der Mardin-Schwelle, nicht entsprechend den industriellen Wachstumsraten im ganzen Land entwickeln und blieb in Bezug auf Wettbewerbsfähigkeit unzureichend. Die Handelsstruktur, die früher weitgehend auf dem Verkauf von Kunsthandwerk auf dem in- und ausländischen Markt beruhte, hat sich in letzter Zeit vorteilhaft gewandelt. Die Lage der Region hat positiv zum Anstieg der Industrieinvestitionen, der Produktion und des Exports hochwertiger Produkte und der Wirtschaft beigetragen. Die Nähe der Provinz Mardin zum Iran, zum Irak und zu Syrien, das Überangebot an kommerziellen Arbeitskräften, die guten Transportmöglichkeiten haben zu einer Zunahme der in- und ausländischen Handelsverbindungen geführt, so dass es bis 2014 zu folgender sektoralen Verteilung der Industrieunternehmen in der Provinz Mardin kam (Quelle:)
- 32 % Nahrungsmittelherstellung,
- 16 % Transportbeton-Sand-Kies-Industrie,
- 15 % Chemikalien und chemische Produkte
- 11 % Textil,
- 6 % Dekorationssteinbergbau,
- 5 % Baustoffherstellung,
- 4 % Petrochemische Industrie,
- 3 % Automobilzulieferindustrie,
- 3 % Eisen-, Stahl- und Metallindustrie,
- 1 % Bergbau,
- 1 % Möbelherstellung,
- 1 % Elektrik-Elektronik-Ersatzteil-Herstellung,
- 1 % Strom, Energieerzeugung,
- 1 % Papierindustrie

Die in der Region Mardin tätige Metall-, Maschinen- und Anlagenbauindustrie mit hoher Wertschöpfung für die Lebensmittel-, Transport-, Stein- und Bodenindustrie hat Klimaanlagen, Sonnenkollektoren, geschweißte Rohre, Landmaschinen, Räder, Motorengussteile, Metallrohre und Kabelprodukte mit fortschrittlicher Technologie hergestellt und auf dem in- und ausländischen Markt präsentiert. Ende 2013 exportierten 249 und importierten 145 Unternehmen mit im Vergleich zu den Vorjahren deutlichem Anstieg der Export- und Importzahlen. Aufgrund staatlicher Anreize und des Billiglohnpotenzials der Region erhöhten sich die Investitionen der Textilindustrie, die damit ihren Platz dort als drittgrößter Industriezweig im Export einnahm. Investoren gehen davon aus, dass die laufenden Forschungen in den Phosphatanlagen von Mazıdağı zukünftig einen weiteren positiven Beitrag zur Wirtschaft der Provinz leisten werden.